# Air Canada

La rete delle destinazioni prima della fusione con Canadian Airlines.

Air Canada è la compagnia di bandiera canadese con sede a Montréal in Quebec. I suoi hub principali sono l'Aeroporto Internazionale di Calgary, l'Aeroporto Internazionale di Montréal-Pierre Elliott Trudeau, l'Aeroporto Internazionale di Toronto-Pearson e l'Aeroporto Internazionale di Vancouver. Il servizio regionale della compagnia è la Air Canada Express.

## Storia

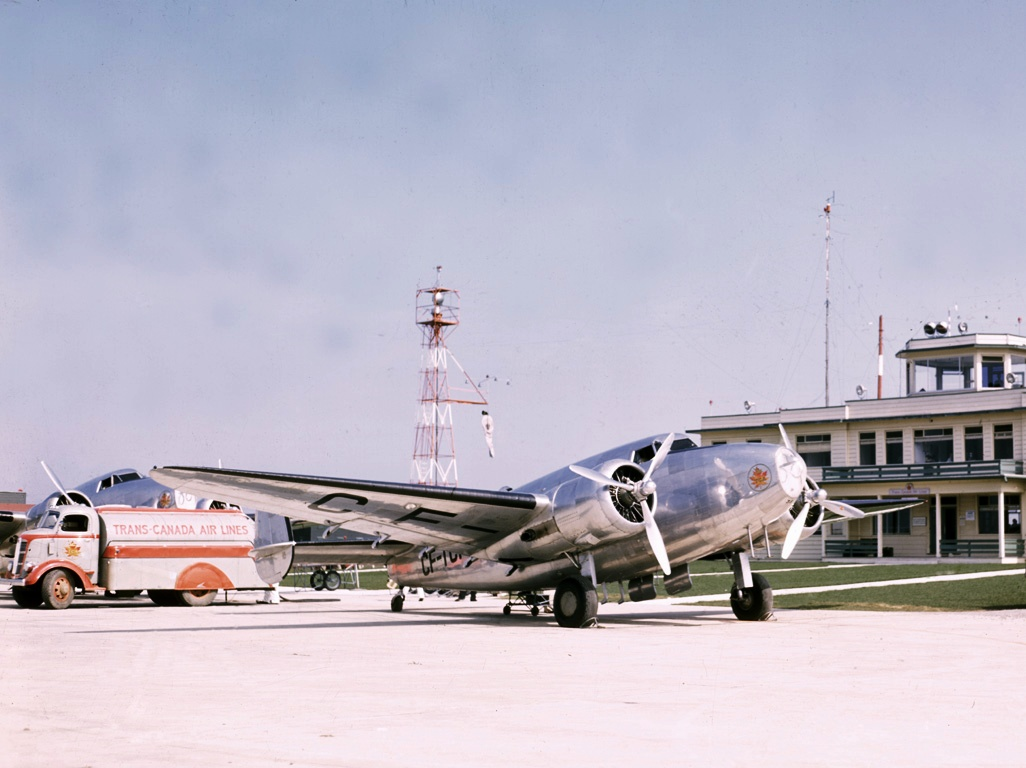
Un Lockheed Model 14 Super Electra di TCA all'Aeroporto di Malton.

### Trans-Canada Airlines: 1937-1969
Air Canada venne fondata il 10 aprile 1937 con il nome di Trans-Canada Airlines (TCA) tramite un decreto del Governo federale canadese come sussidiaria della compagnia di trasporti ferroviaria di nome Canadian National Railway (CNR). Il progetto di costruire una compagnia aerea sotto il controllo del Governo ai quei tempi era fortemente desiderata dal ministro dei trasporti canadese D.C. Howe che intendeva collegare le città situate sulla costa dell'Oceano Atlantico a quelle situate sulla costa dell'Oceano Pacifico. Per fare ciò, vennero spesi circa 5 milioni di dollari per acquistare 2 Lockheed L-10 Electra e un biplano, il Boeing Stearman. Inoltre vennero messi ai vertici della compagnia aerea molti dirigenti provenienti da compagnie statunitensi come United Airlines e American Airlines. Il 1º settembre 1937, venne effettuato il primo volo, con a bordo di un Lockheed Electra, due passeggeri e un carico di posta da Vancouver a Seattle al prezzo di 14,28 dollari andata e ritorno. Nel frattempo, la compagnia cresceva sempre di più ed il 1º luglio dell'anno successivo, con l'aumento dei passeggeri e dei voli, la Trans- Canada Airways introdusse gli assistenti di volo, mentre il 1º aprile 1939 con l'acquisto di 12 Lockheed Super Electra e 6 Lockheed Lodestars, incominciavano i primi voli intercontinentali. Nel 1940 la compagnia contava 579 dipendenti finché nel 1942, una nuova compagnia aerea canadese, la Canadian Pacific Airlines, propose una fusione con Trans-Canada Airways. Il Primo ministro canadese dell'epoca, Mackenzie King, declinò l'offerta e nello stesso anno introdusse una legislazione che impediva a qualsiasi compagnia aerea canadese, esclusa la TCA, di proprietà dello Stato canadese di effettuare voli intercontinentali. Ciò fece acquisire allo Stato il monopolio delle principali rotte del Paese. Con la fine della seconda guerra mondiale, il provvedimento venne annullato, in quanto vennero cedute alcune rotte coast-to-coast e qualche volo internazionale alla compagnia aerea canadese CP Airways. TCA aveva sede originariamente a Winnipeg, ma in seguito venne spostata a Montréal nel 1949. TCA divenne nel 1953, la prima compagnia aerea nel mondo a utilizzare un sistema di prenotazione computerizzato. Nel 1964, la TCA divenne la compagnia di bandiera canadese e, nello stesso anno, fu proposto di cambiare il nome della compagnia da TCA ad Air Canada da Jean Chrètien. La nuova identità venne respinta dal Governo Federale Canadese, ma in seguito venne approvata il 1º gennaio 1965.

### Primi anni di Air Canada: 1970-1989

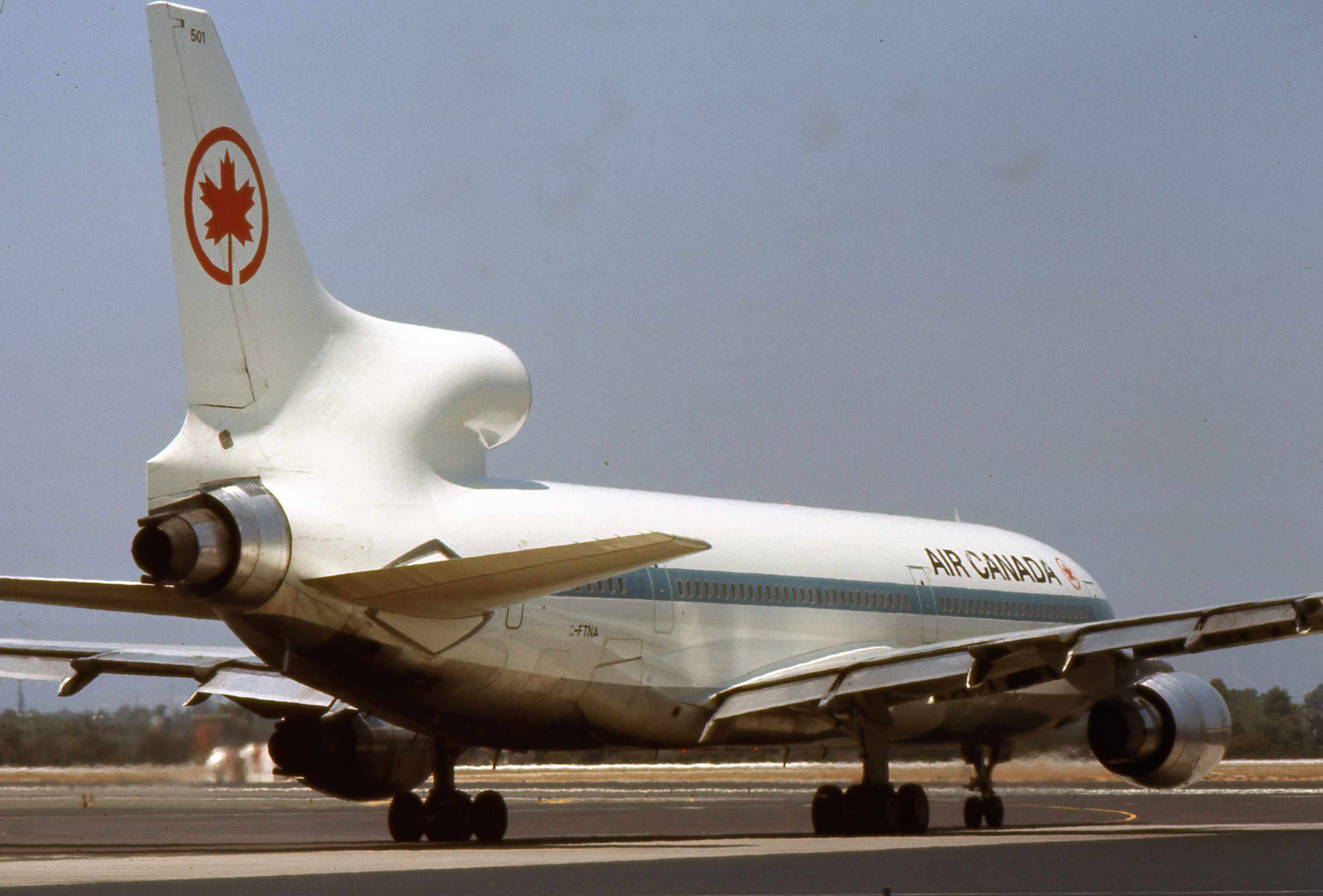
Air Canada, Lockheed L1011 Tri-Star

Durante gli anni '70, i provvedimenti governativi assicurarono il monopolio di Air Canada sulle rotte nazionali e regionali, cedute alla rivale CP Air alla fine degli anni 40. Quest'ultima era soggetta a limiti di capacità sui voli intercontinentali e limitata dalle operazioni nazionali mentre le tariffe di Air Canada erano soggette a regolamentazione da parte del governo. Nel 1976 a seguito della riorganizzazione del CNR, Air Canada divenne una società indipendente ma non privatizzata. Tramite l'Air Canada Act del 1978 si stabilì che il vettore aereo dovesse competere su un piano di parità con le compagnie aeree regionali rivali e CP Air, ponendo fine al controllo regolamentare diretto del governo su rotte, tariffe e servizi di Air Canada. Nel 1987, il Governo aprì le rotte nazionali, domestiche, internazionali e intercontinentali a tutte le compagnie aeree canadesi con il National Transportation Act, al fine di creare un regime di libera concorrenza tra le compagnie aeree in Canada. Nello stesso anno, entrarono nella flotta di Air Canada i Boeing 727, i Boeing 747 e i Lockheed L1011 Tri-Star. Le spese per la nuova flotta superarono gli utili della compagnia, che si trovò fortemente indebitata. Nel 1988, Air Canada venne privatizzata e il 43% delle sue azioni venne ceduta con un'offerta pubblica iniziale completata nell'ottobre di quell'anno. Contemporaneamente la concorrente di lungo raggio CP Air era diventata Canadian Airlines International a seguito dell'acquisizione di Pacific Western Airlines. Nel 1989, Air Canada venne completamente privatizzata grazie alle pubbliche relazioni portate avanti dal presidente della compagnia Claude I. Taylor e dall'amministratore delegato Pierre J. Jeannot.

### Cambiamenti strategici: 1990-1999

Logo Star Alliance

Agli inizi degli anni 90 Air Canada incontrò delle difficoltà finanziarie in quanto l'industria aeronautica subì un crollo in seguito alla Guerra del Golfo. Per tentare di porre rimedio, la nuova dirigenza della compagnia assunse l'ex amministratore delegato di Delta Air Lines, Hollis L. Harris, come proprio amministratore delegato. Harris riorganizzò l'amministrazione della compagnia, ridusse i ruoli amministrativi, spostò il quartier generale all'aeroporto internazionale di Montréal e vendette la divisione della sua carta di credito enRoute alla Diners club nel 1992. Nel 1994 la compagnia era ritornata ad avere profitti  e nello stesso anno ottenne i diritti di volo per la rotta dal Canada al nuovo aeroporto internazionale del Kansai di Osaka in Giappone. Nel 1995, approfittando del nuovo accordo tra USA e Canada sugli spazi aerei, Air Canada aggiunse 30 nuove rotte. Nel maggio 1997, Air Canada divenne un membro fondatore della Star Alliance mentre nella seconda parte degli anni '90 vide la compagnia aumentare i profitti totalizzando 1 miliardo di dollari tra il 1997 ed il 1998. Il 2 settembre 1998, i piloti dell'Air Canada indissero il primo sciopero della compagnia, chiedendo stipendi più alti. Alla fine del 1999 il governo canadese emanò alcuni provvedimenti riguardo l'aviazione con lo scopo di consolidare l'industria aeronautica canadese. Nello stesso anno, American Airlines congiuntamente alla società finanziaria canadese Onex Corp. si propose per rilevare sia la rivale Canadian Airlines che Air Canada per fonderle in un'unica compagnia, spingendo Air Canada a fare una offerta per la sua più grande rivale.

Logo Canadian Airlines

### Fusione con Canadian Airlines: 1999-2002
Nel gennaio 2001 Air Canada acquistó Canadian Airlines e grazie a questa fusione divenne la dodicesima più grande compagnia aerea del primo decennio del 21 secolo. Non appena Air Canada ebbe accesso alla situazione finanziaria della sua ex rivale, i dirigenti si resero conto che l'aerolinea si trovava in una situazione peggiore di quanto si aspettassero. Fu messa in atto una rapida strategia di fusione ma nell'estate 2000 il tentativo di integrazione dei servizi portò a ritardi nei voli, problemi con i bagagli e altri disservizi. Il servizio fu ripristinato e migliorato, così come promesso dai dirigenti della compagnia, per il gennaio dell'anno successivo. La compagnia si trovò a fronteggiare la crisi del mercato aereo a livello globale e l'aumentata competizione riscontrando perdite per due anni consecutivi tra il 2001 ed il 2002.

### Bancarotta e rinascita: 2003-2004
Poiché Air Canada aveva usato la politica della terra bruciata per difendersi dal tentativo di Onex di acquisirla, aveva dovuto stipulare onerosi contratti con la maggior parte dei suoi fornitori così il 1º aprile 2003 fu ufficialmente inserita, per evitare la bancarotta, nel Companies Creditors Arrangement Act. La compagnia uscì da questo programma diciotto mesi dopo, il 30 settembre 2004. In questo periodo al vettore aereo furono fatte due offerte dalla Cerberus Capital Management e dalla Trinity Time Investments. L'offerta della Cerberus prevedeva l'ex primo ministro Brian Mulroney come presidente, ma fu respinta a causa dell'intenzione di modificare gli accordi sindacali con i lavoratori. Inizialmente la compagnia aerea scelse Trinity Time Investments, la quale chiese la presidenza e la libertà di veto sul consiglio di amministrazione in cambio di un investimento di 650 milioni di dollari; tuttavia in un secondo momento, richiese anche una modifica degli accordi sindacali, non prevista nell'offerta originale. In conseguenza di ciò, la compagnia rifiutò il compromesso e l'affare saltò. Successivamente scese in campo Deutsche Bank con una proposta da 850 milioni di dollari in cambio della promessa di tagliare i costi sui dipendenti di 200 milioni di dollari su base annua. L'offerta fu accettata dopo un rapido incontro tra il presidente di Air Canada ed il presidente del sindacato che diede l'assenso a procedere con l'accordo. ACE Aviation Holdings divenne la nuova compagnia proprietaria della rinnovata Air Canada. Nell'ottobre 2004 la cantante canadese Céline Dion divenne il volto di Air Canada con la speranza di rilanciare la compagnia e riportarla nel mercato internazionale dopo il periodo nel programma di protezione dalla bancarotta.

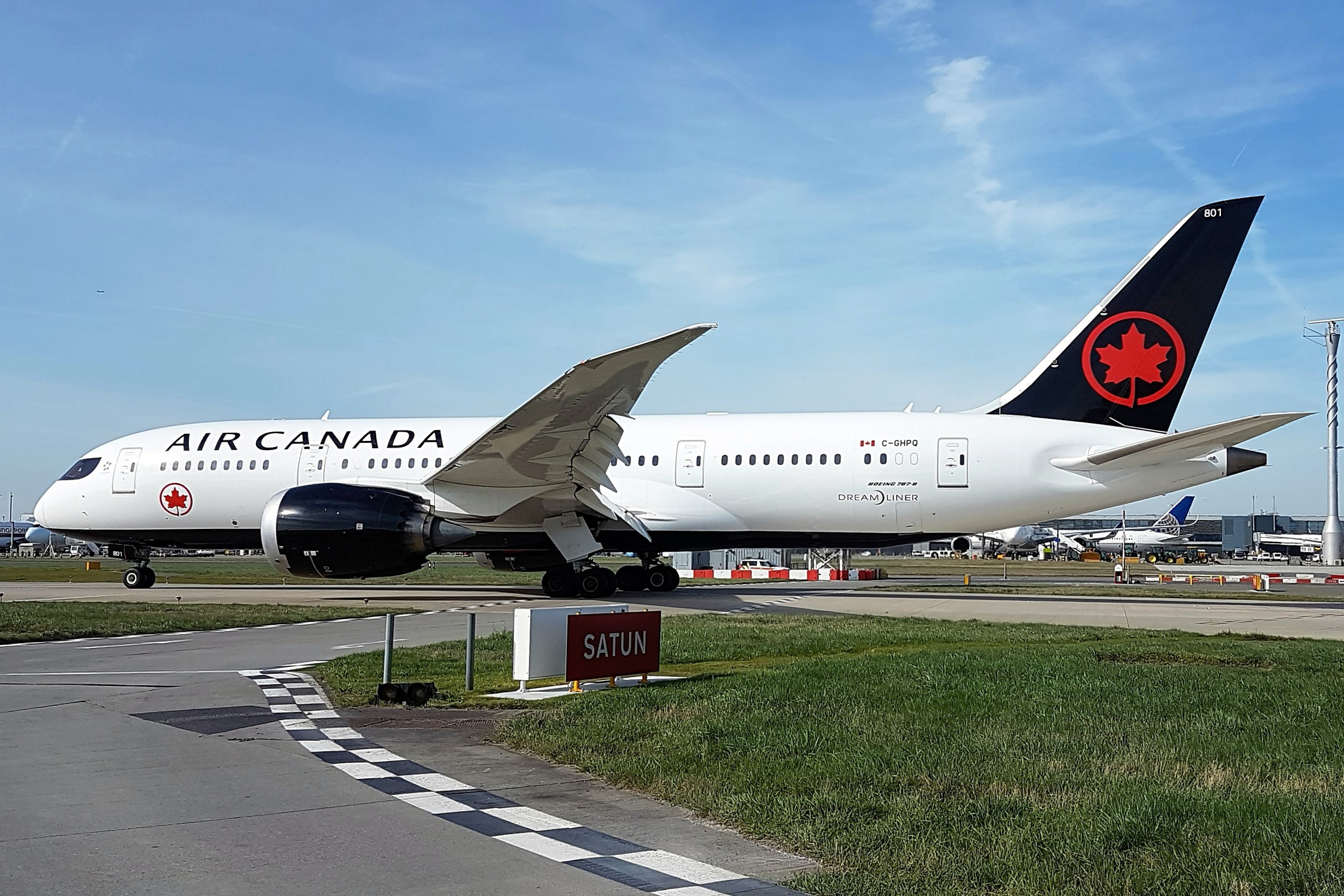
Air Canada-Boeing 787

#### Ammodernamento della flotta
Il 31 ottobre 2004, dopo 33 anni, la compagnia sostituì la sua flotta di Boeing 747 con una di Airbus A340. Il 19 ottobre 2005 Air Canada svelò la nuova livrea degli aerei: carlinga blu argento e coda con una nuova versione della foglia d’acero canadese. Il 9 novembre 2005 la compagnia decise di rinnovare la sua flotta di aerei widebody acquistando 16 Boeing 777 e 14 Boeing 787 le cui consegne cominciarono rispettivamente nel marzo 2007 e nel maggio 2014. Il 24 aprile 2007 Air Canada ordinò 60 Boeing 787 Dreamliner diventando il più grande acquirente di Dreamliner del Nord America ed il terzo nel mondo dietro a Qantas e All Nippon Airways. Air Canada cominciò a ricevere 15 Embraer 175 e 45 Embraer 190 che sarebbero stati usati per espandere le rotte nazionali e verso gli Usa.

#### Progetto XM

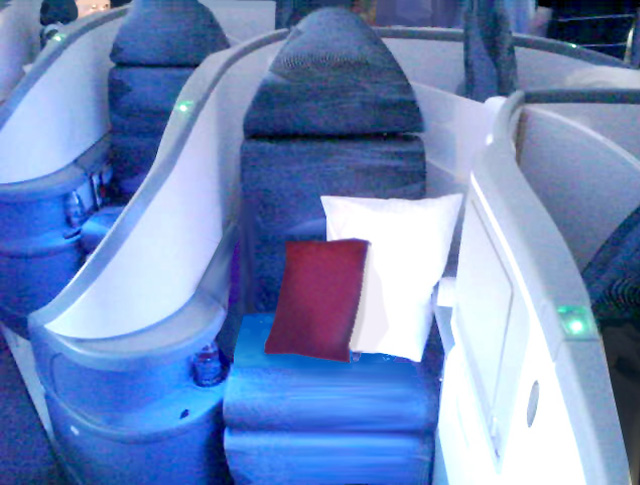
Air Canada, Executive First Suite

Cominciato nel luglio 2006 ed adesso completo, il Project XM:Extreme Makeover è un progetto di sostituzione e ammodernamento delle cabine di tutti gli aerei costato 300 milioni di dollari. I nuovi aerei saranno consegnati con le nuove cabine già installate. Le nuove cabine includono: introduzione delle Executive First Suite nella nuova classe Executive First (Boeing 767, 777 e Airbus A330), nuove opzioni di intrattenimento per tutte le classi, nuovi sistemi di intrattenimento AVOD (personal AVOD con touchscreen LCD da 9 pollici in Business e in Executive, larger AVOD con touchscreen LCD da 12 pollici nelle Executive First Suite), porte USB per ricaricare i propri dispositivi elettronici in tutti i sedili e prese elettriche AC da 120 Volt nella maggior parte dei sedili in Economy ed in tutti quelli in First o Executive First.

### Difficoltà finanziarie: 2005-2018
Negli ultimi anni del primo decennio del 2000, Air Canada ha incontrato numerose difficoltà finanziarie, inclusa la grande recessione, alimentando le speculazioni che sarebbe potuta fallire per bancarotta a pochi anni dall'uscita dal programma di protezione. Il presidente Montie Brewer fu sostituito da Calin Rovinescu a partire dal 1º aprile 2009. Rovinescu divenne il primo presidente canadese della compagnia da Claude Taylor nel 1992, divenendo capo del programma di ricostruzione della compagnia aerea nel 2003 ma nello stesso anno, si dimise perché i sindacati rifiutarono le sue richieste. Il ministro delle finanze canadese Jim Flaherty, assunse il giudice in pensione James Farley che aveva vigilato sulla bancarotta del 2003, per mediare tra la compagnia ed i sindacati sulla questione delle pensioni. La compagnia affermò che la mancanza di copertura per un piano pensionistico da 2,85 miliardi di dollari avrebbe rappresentato un rischio di liquidità e avrebbe richiesto nuove agevolazioni finanziarie per coprire le operazioni nell'anno successivo. La compagnia fu obbligata ad aggiungere 650 milioni di dollari al fondo pensionistico ma nel primo quadrimestre finanziario del 2009 registrò una perdita di 400 milioni di dollari e così richiese una sospensione dei pagamenti sulle pensioni per l'anno 2009. I sindacati insistettero per avere garanzie finanziarie prima di accettare un accordo. Nel dicembre 2010, ACE vendette 44 milioni di azioni Air Canada, seguite dai restanti 31 milioni di azioni nel novembre 2012 a Cormark Securities Inc. Nel 2013 venne scoperto che Air Canada faceva sistematicamente uso dell'overbooking, pratica per la quale lo stesso posto viene venduto e assegnato a più di una persona. Molti passeggeri finirono per essere lasciati a terra senza poter partire nonostante un biglietto regolare, di conseguenza il governo federale si convinse della necessità di adottare una carta dei diritti dei passeggeri. Nel novembre del 2014 i piloti dell'Air Canada votarono con una larga maggioranza dell'84% in favore di un contratto decennale che consentiva alla compagnia di usare l’arbitrato o la mediazione per risolvere le controversie di tipo legale.

### Proposta d'acquisizione di Transat A.T: 2019-2021
Il 16 maggio 2019 la compagnia aerea ha annunciato che era in trattative esclusive per acquistare Transat A.T, la società madre proprietaria di Air Transat, per 520 milioni di dollari canadesi. Il 27 giugno dello stesso anno, Transat A.T. ha accettato di essere acquistata da Air Canada per 13 dollari ad azione; tuttavia, a causa di alcune divergenze da parte degli azionisti di Air Transat, l'aerolinea canadese ha dovuto aumentare il prezzo di acquisto a 18 dollari canadesi per azione. Il valore complessivo dell'accordo è divenuto di 720 milioni di dollari, in conseguenza di ciò il 23 agosto 2019, il 95% degli azionisti di Transat A.T. ha approvato l'acquisizione da parte di Air Canada su tale base. La transazione proposta, sarebbe dovuta essere valutata pubblicamente dal Transport Canada entro il 2 maggio 2020, prima della chiusura dell'acquisizione ma è stata posticipata a data da definirsi. L'accordo è stato rivisto al ribasso nell'ottobre 2020 a 5 dollari per azione, a causa delle difficoltà finanziarie derivate dalle restrizioni agli spostamenti, in relazione alla pandemia di COVID-19.
Il processo di acquisizione di Air Transat, è stato annullato nell'aprile 2021 a seguito del mancato ottenimento dell'approvazione alla fusione, da parte della Commissione europea. La società ha pagato una penale di 12,5 milioni di dollari, a favore di Air Transat.

## Struttura aziendale

### Proprietà
Air Canada è stata completamente privatizzata nel 1989 e le sue azioni sono state quotate alla borsa di Toronto (TSX) con il simbolo AC. Al 2020, l'Air Canada Public Participation Act (ACPPA) limita l'acquisizione delle azioni della compagnia aerea fino ad un massimo di 25% ai non residenti in Canada, mentre il restante 75% è disponibile agli investitori di residenza canadese. Tuttavia da maggio 2017, è in corso un progetto di legge della House of Commons (denominato "Transportation Modernization Act" o "Bill C-49") che consentirebbe alla compagnie aeree canadesi di avere il 49% di proprietà straniera.

### Sede

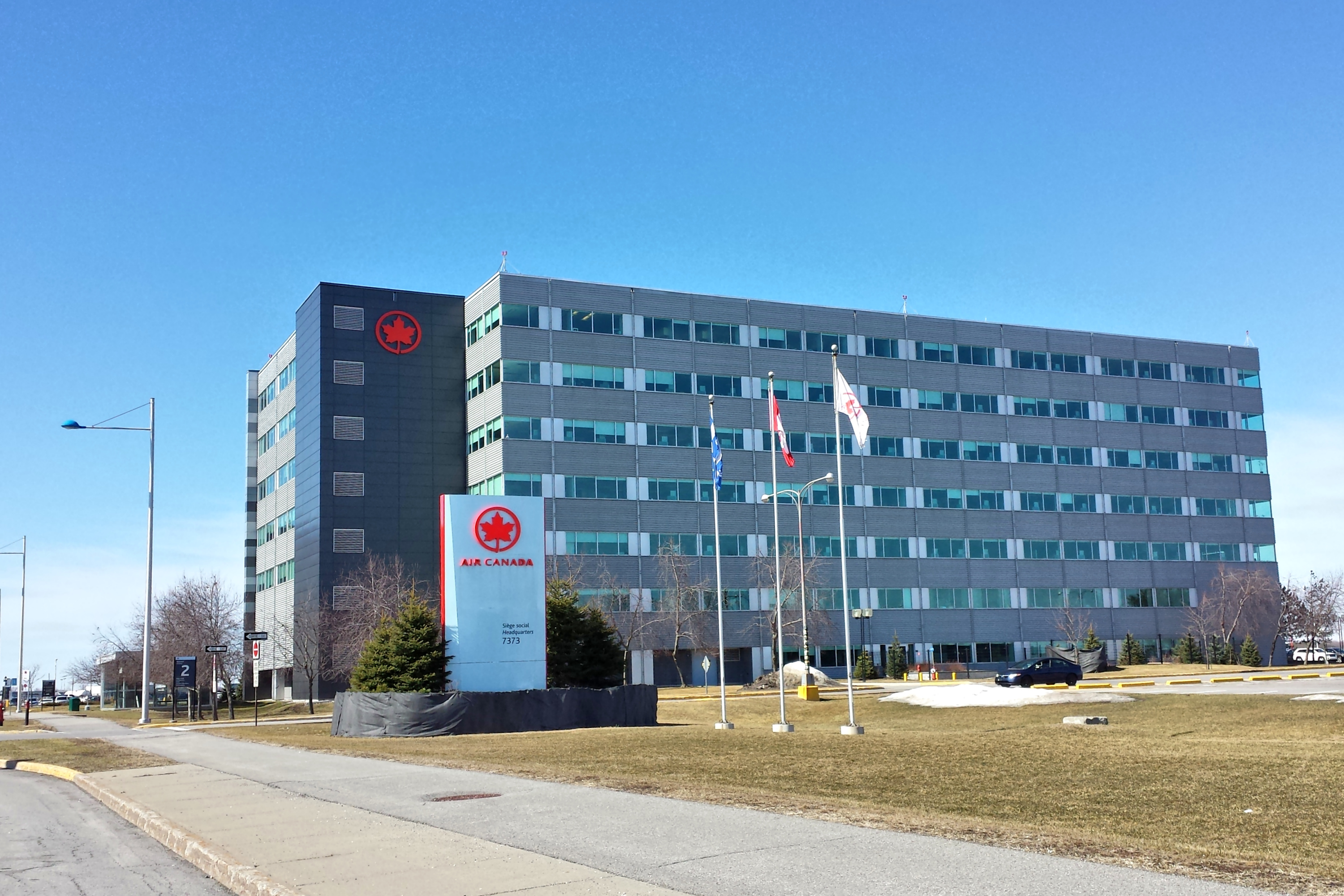
La sede di Air Canada

La sede di Air Canada è situata nella città di Montréal a causa dell'obbligo da parte dell'ACPPA. Essa è situata nel Air Canada Centre (in francese: Centre Air Canada) noto anche come La Rondelle (in inglese: "The Puck") in un edificio di 7 piani situato all'Aeroporto Internazionale di Montréal-Pierre Elliott Trudeau. Nel 1975 la sede della compagnia aerea era nel grattacielo di Place Ville-Marie, ma a causa degli alti costi di gestione è stata trasferita.

### Dirigenti
Fino al 1976 la compagnia aerea era una sussidiaria della Canadian National Railway (CNR), in conseguenza di ciò era amministrata da essa. Successivamente ha avuto una dirigenza propria con un presidente ed un amministratore delegato:
- 1976–1984: Claude Taylor (contabile; ex agente di prenotazione di Air Canada)
- 1984–1990: Pierre Jeanniot (ex tecnico di ricerca e dirigente di Air Canada)
- 1990–1992: Claude Taylor
- 1992–1996: Hollis L. Harris (CEO di World Airways 2001–2004, CEO e presidente di Continental, presidente di Delta 1990–1992)
- 1996–1999: R. Lamar Durrett (ex dirigente di Delta, Continental e System One)
- 1999–2004: Robert Milton (socio fondatore di Air Eagle Holdings Incorporated)
- 2004–2009: Montie Brewer (ex dirigente della United Airlines)
- 2009–presente: Calin Rovinescu[56]

### Società controllate
Air Canada Cargo
- Air Canada Cargo è la divisione di trasporto merci della compagnia aerea, con sede all'Aeroporto Internazionale di Toronto-Pearson, che offre oltre 150 destinazioni attraverso l'utilizzo della rete aerea di Air Canada[57].

Air Canada Express
- Air Canada Express è la divisione regionale di Air Canada gestita dai seguenti vettori: Jazz Air, Sky Regional Airlines ed Exploits Valley Air Services (EVAS)

Air Canada Jetz
- Air Canada Jetz è la divisione charter di Air Canada rivolto al trasporto di squadre sportive, animatori professionisti e società[58].

Air Canada Rouge
- Air Canada Rouge è la divisione a basso costo di Air Canada che serve prevalentemente destinazioni leisure in Africa, Asia, Europa, America Centrale, Nord America e Sud America[59].

Air Canada Vacations
- Air Canada Vacations è un tour operator canadese che offre pacchetti di viaggio per il tempo libero tra cui crociere, tour, noleggio auto ed escursioni. Tutti i pacchetti includono alloggio, miglia Aeroplan e voli di andata e ritorno a bordo di Air Canada e dei suoi partner Star Alliance[60].

Aeroplan
- Aeroplan è il programma fedeltà di Air Canada gestito da Groupe Aeroplan Inc. che è stato riacquistato nel gennaio 2019 dalla compagnia aerea poiché nel 2005 era stato ceduto a terzi[61].

### Società controllate in passato
Air Canada Jazz
- Air Canada Jazz è stata la divisione regionale di Air Canada dal 2002 al 2011, poiché nel 2010 l'azienda è stata acquisita dal fondo Chorus Aviation. Dal 2011 il marchio Air Canada Jazz non è più utilizzato in quanto è subentrata Air Canada Express[62].

Air Canada Tango
- Air Canada Tango è stata una divisione a basso costo di Air Canada dal 2001 al 2004 dopodiché è stata chiusa[63].

Zip
- Zip è stata una divisione a basso costo di Air Canada dal 2002 al 2004 per competere con WestJet sulle rotte nel Canada occidentale dopodiché è stata chiusa[64].

### Risultati finanziari
|                                               | 2007   | 2008   | 2009   | 2010          | 2011   | 2012   | 2013   | 2014   | 2015   | 2016   | 2017   | 2018   | 2019   | 2020   |
| --------------------------------------------- | ------ | ------ | ------ | ------------- | ------ | ------ | ------ | ------ | ------ | ------ | ------ | ------ | ------ | ------ |
| Fatturato (C$m)                               | 10.646 | 11.082 | 9.739  | 10.786        | 11.612 | 12.114 | 12.382 | 13.272 | 13.868 | 14.677 | 16.252 | 18.065 | 19.161 | 5.833  |
| Profitto netto/debito prima delle tasse (C$m) | 429    | −1.025 | −24    | −24           | −249   | 131    | 10     | 105    | 308    | 876    | 2 038  | 167    | 1.476  | −4 676 |
| Numero di dipendenti                          | 23.900 | 24.200 | 22.900 | 23.200        | 23.700 | 24.000 | 24.500 | 24.400 | 24.900 | 26.100 | 27.800 | 29.900 | 32.900 | 21.100 |
| Numero di passeggeri (m)                      | 33+    | 33+    | 30+    | 32+           | 33.9   | 34.9   | 35.8   | 38.5   | 41.1   | 44.8   | 48.1   | 50.9   | 51.5   | 31.8   |
| Load factor passeggeri (%)                    | 80.6   | 81.4   | 80.7   | 81.7          | 81.6   | 82.7   | 82.8   | 83.4   | 83.5   | 82.5   | 82.3   | 83.3   | 83.4   | 61.6   |
| Numero di aerei (a fine anno)                 | 340    | 333    | 332    | 328           | 331    | 351    | 352    | 364    | 370    | 381    | 395    | 400    | 403    | 344    |
| Note                                          | [ 65 ] | [ 66 ] | [ 67 ] | [ 67 ] [ 68 ] | [ 68 ] | [ 69 ] | [ 70 ] | [ 71 ] | [ 72 ] | [ 73 ] | [ 74 ] | [ 75 ] | [ 76 ] | [ 77 ] |

## Marchio

### Divise
Le divise di Air Canada tra il 2004 e il 2017 hanno utilizzato un colore blu notte. Esse sono state progettate dallo stilista canadese Debbie Shuchat e sono state presentate nell'hangar dell'aeroporto di Toronto da Céline Dion.
Il 9 febbraio 2017, sono state presentate le rinnovate divise in coincidenza con il 150º anniversario del Canada e l'80º anniversario di Air Canada. Esse sono state progettate dallo stilista canadese Christopher Bates, il quale ha utilizzato un colore di base nero e grigio con stilemi di color rosso e la famosa foglia d'acero.

### Livree
Nel corso degli anni Air Canada ha utilizzato le seguenti livree:

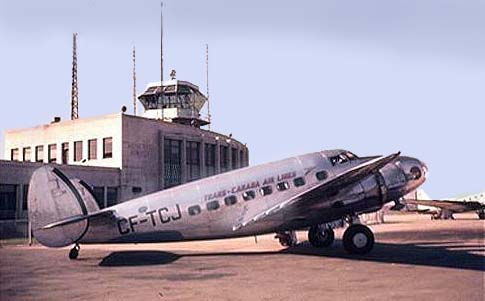
Un Lockheed 14 con la livrea 1937.
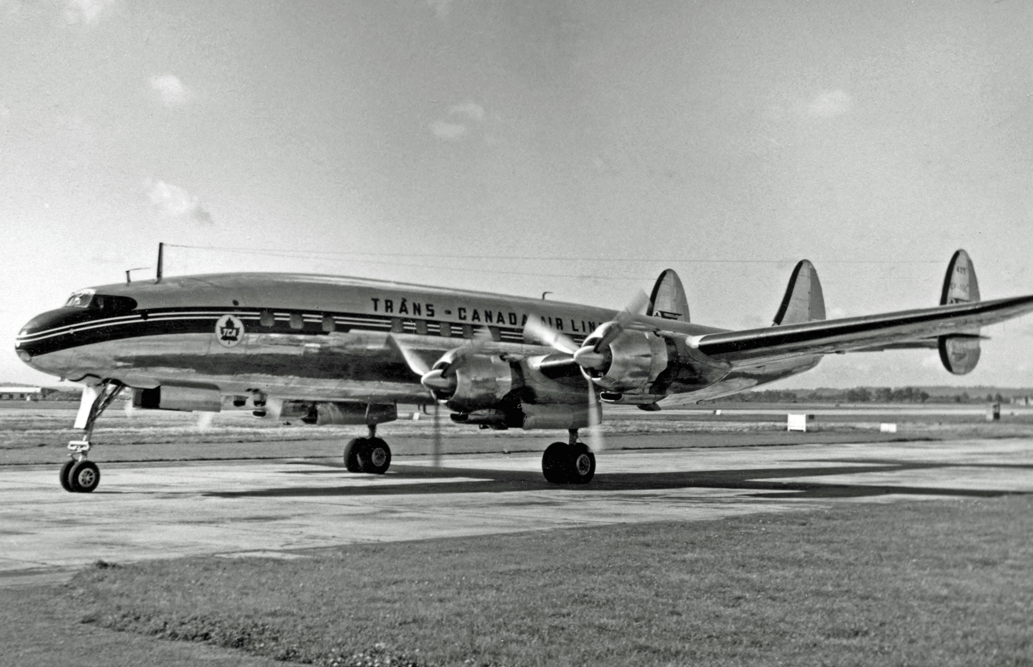
Un Lockheed L1049C nella livrea 1940.
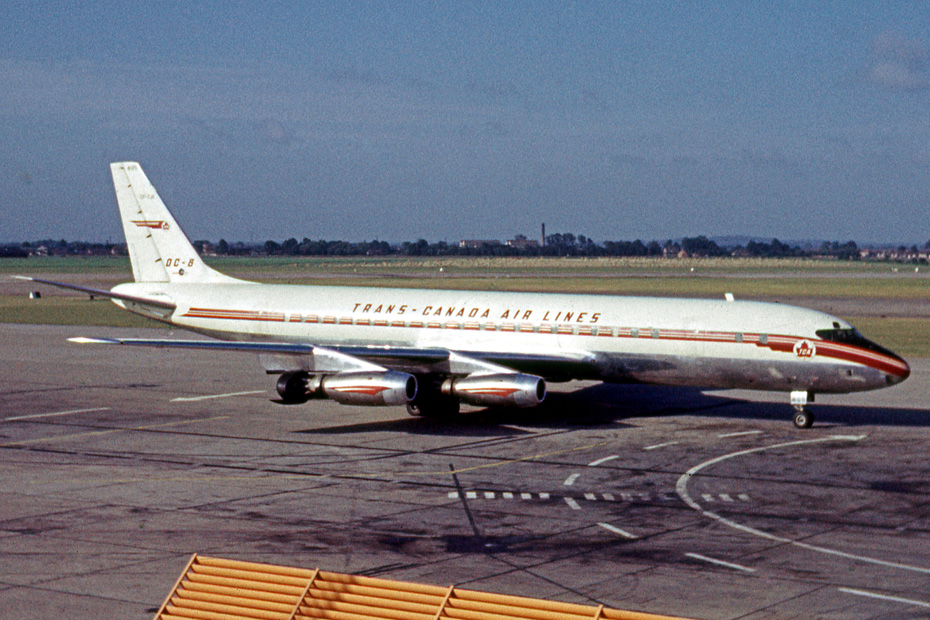
Un Douglas DC-8-42 con la livrea 1950.
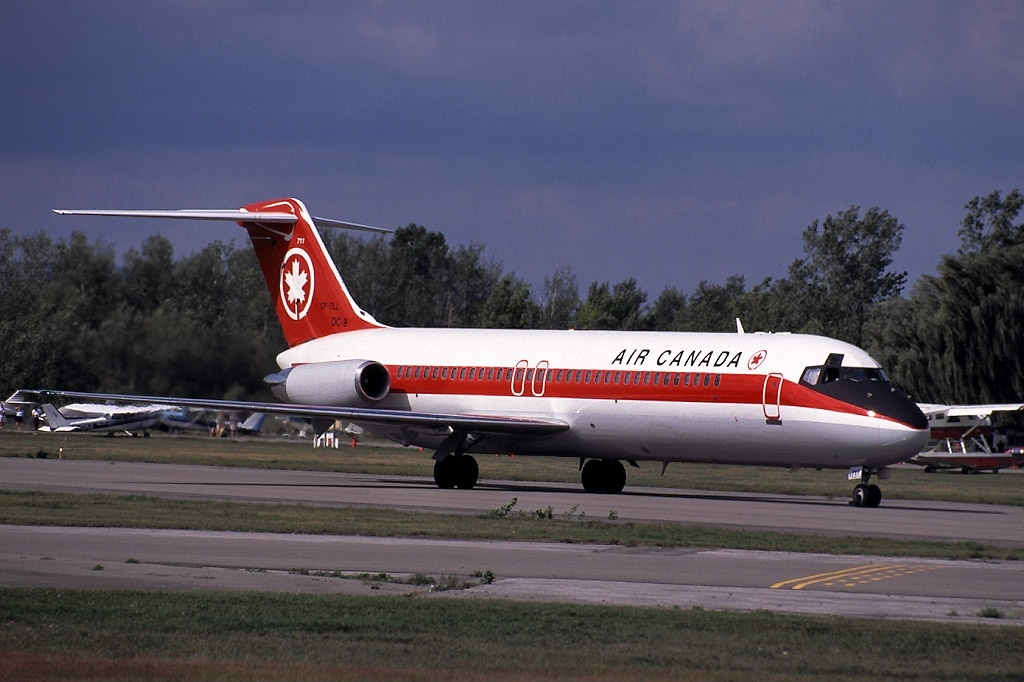
Un McDonnell Douglas DC-9-32 con la livrea 1960.
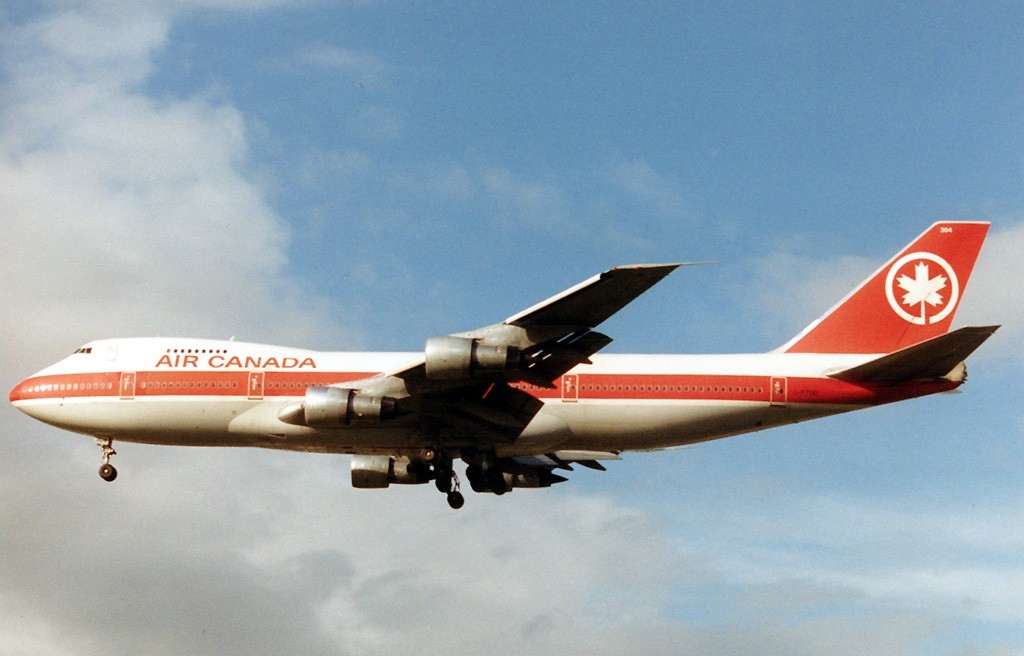
Un Boeing 747-100 con la livrea 1980.
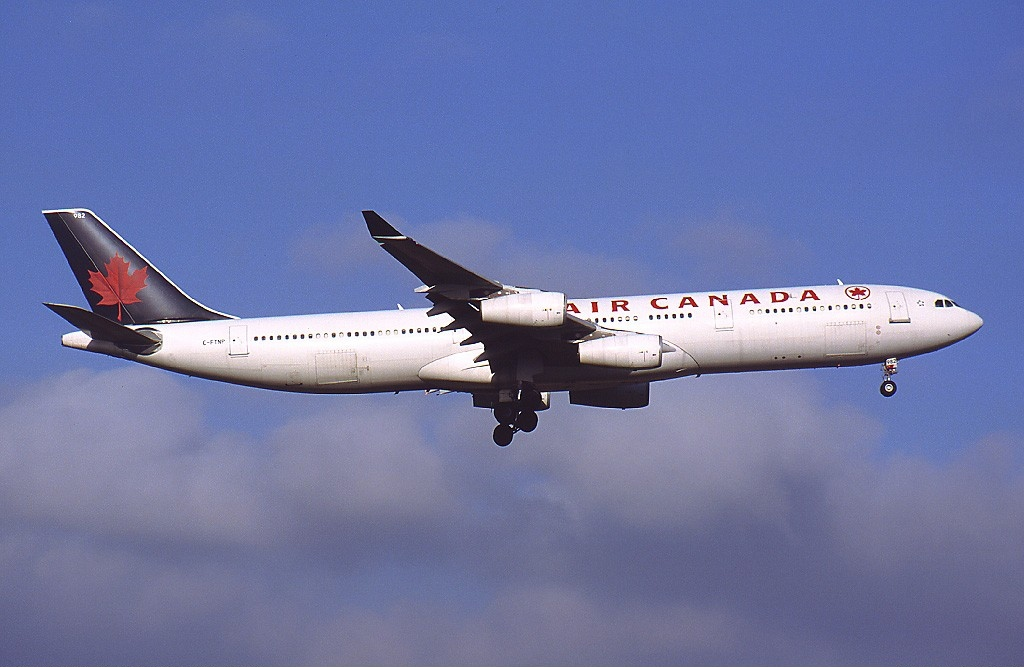
Un Airbus A340-300 con la livrea 1990.
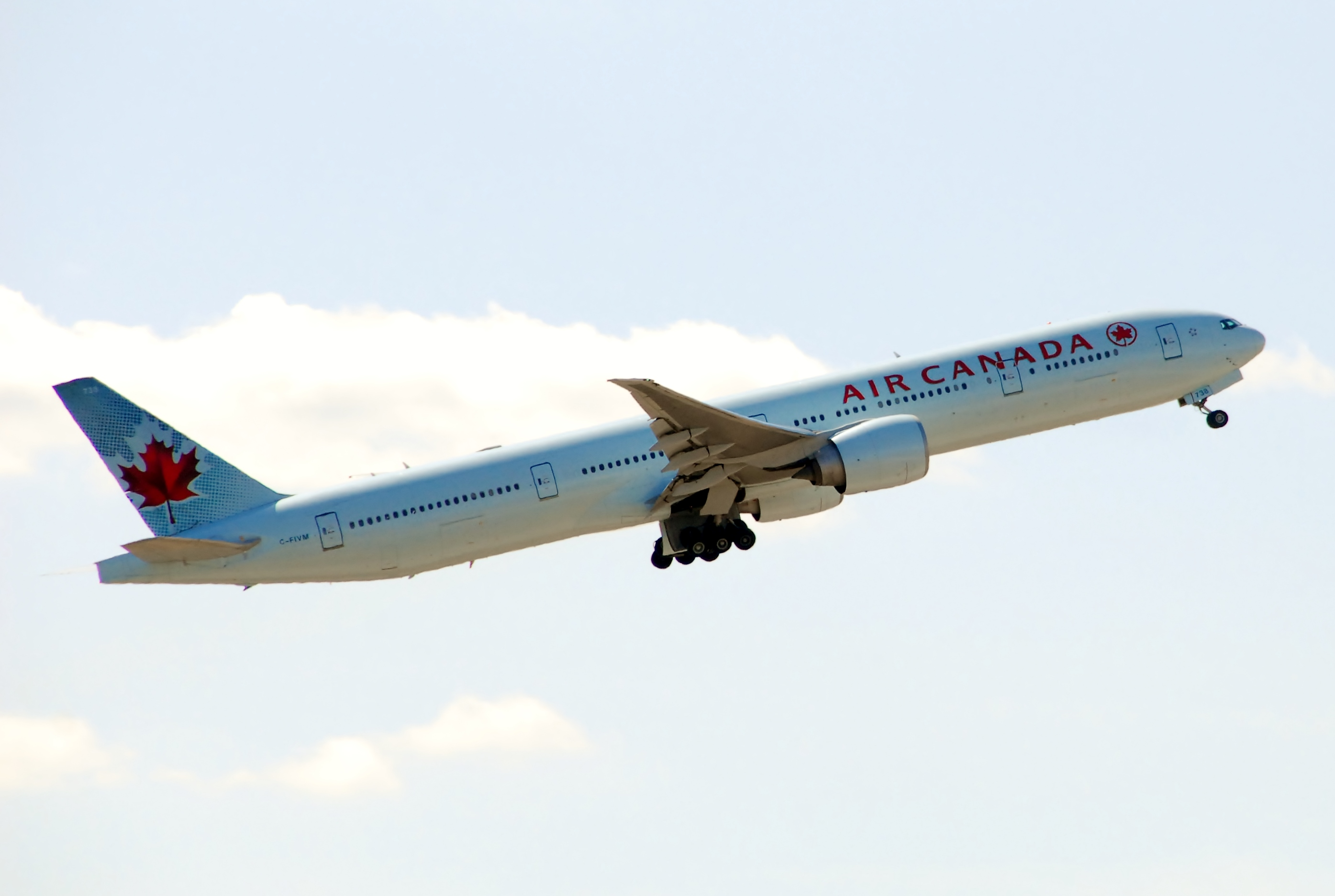
Un Boeing 777-300ER con la livrea 2000.
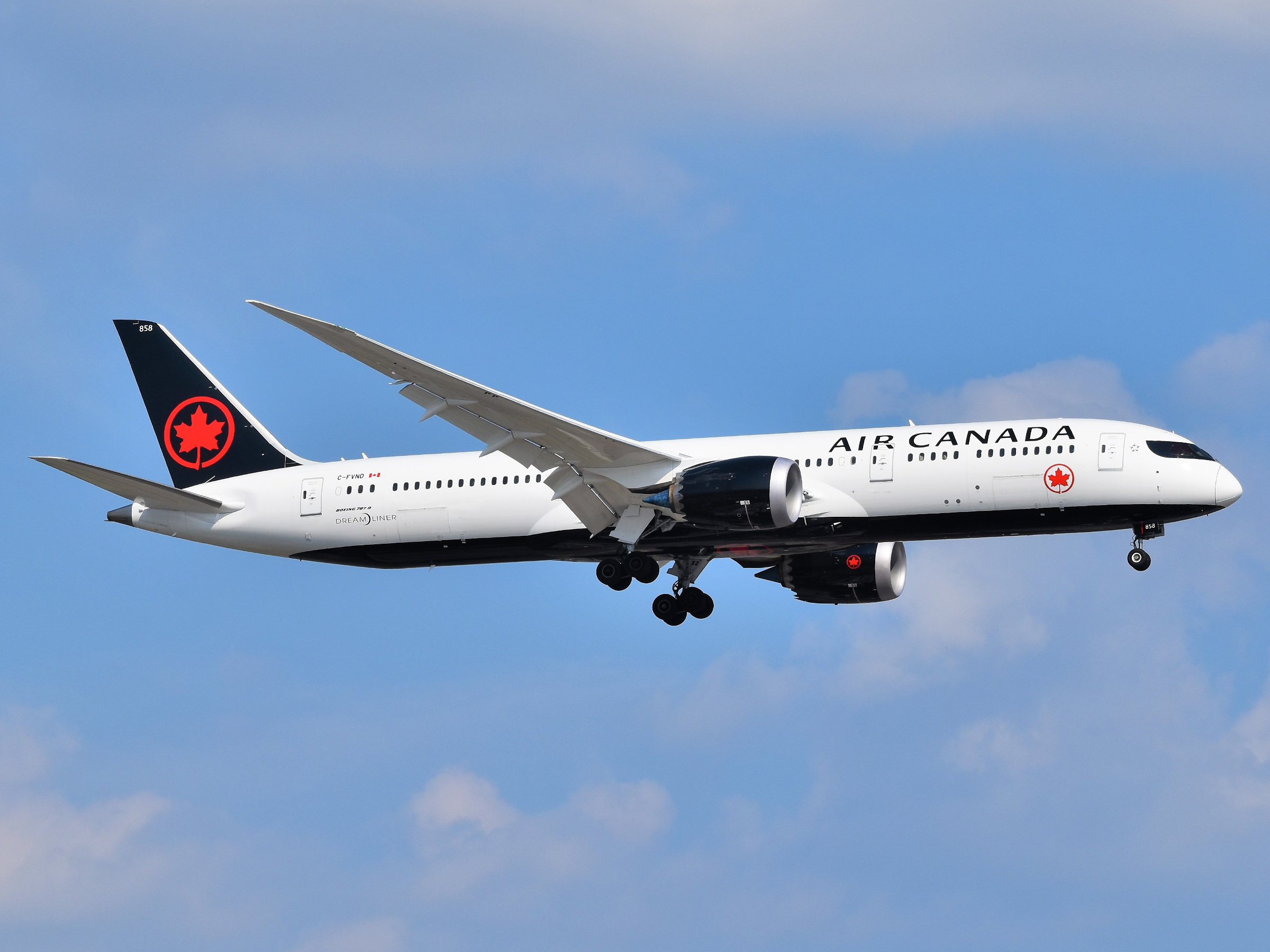
Un Boeing 787-9 con la livrea 2017 disegnata da Dean Baldwin Painting LP.

#### Livree speciali

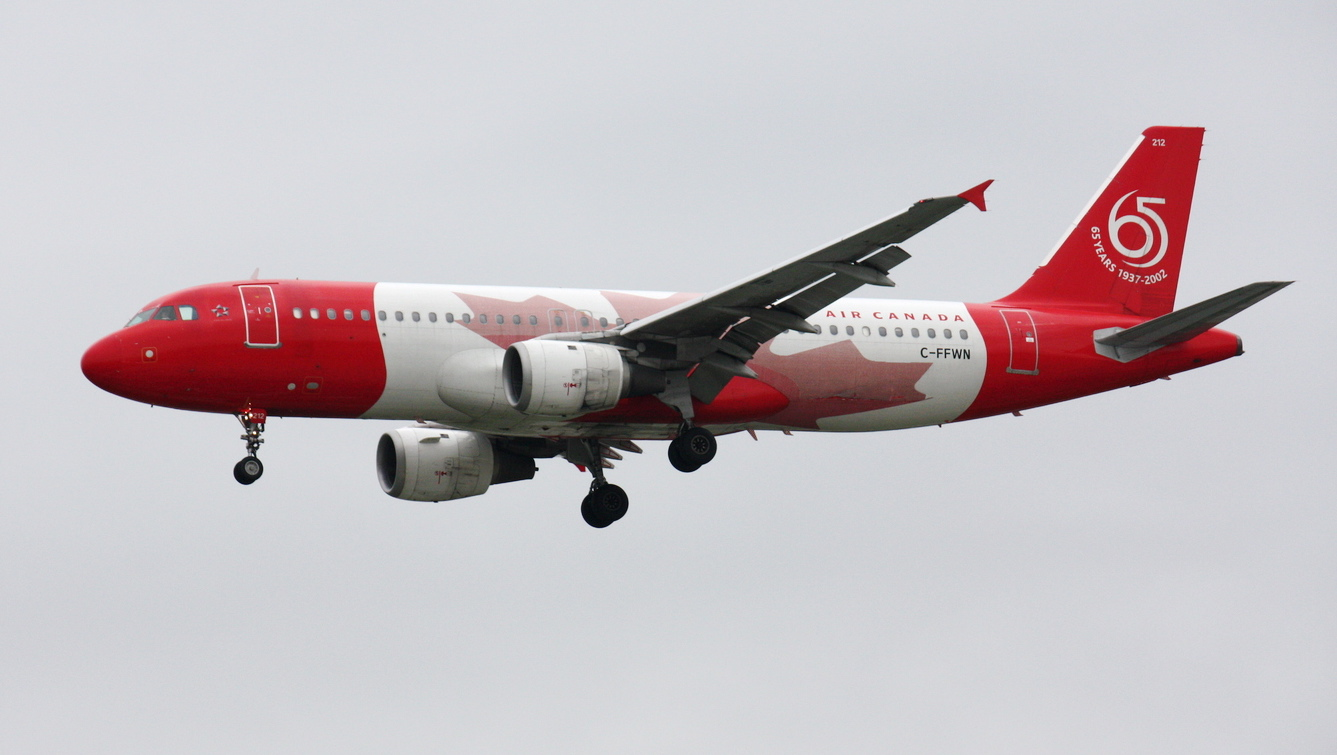
L'Airbus A320-200 C-FFWN nella livrea Symphony of Voices (65th anniversary).
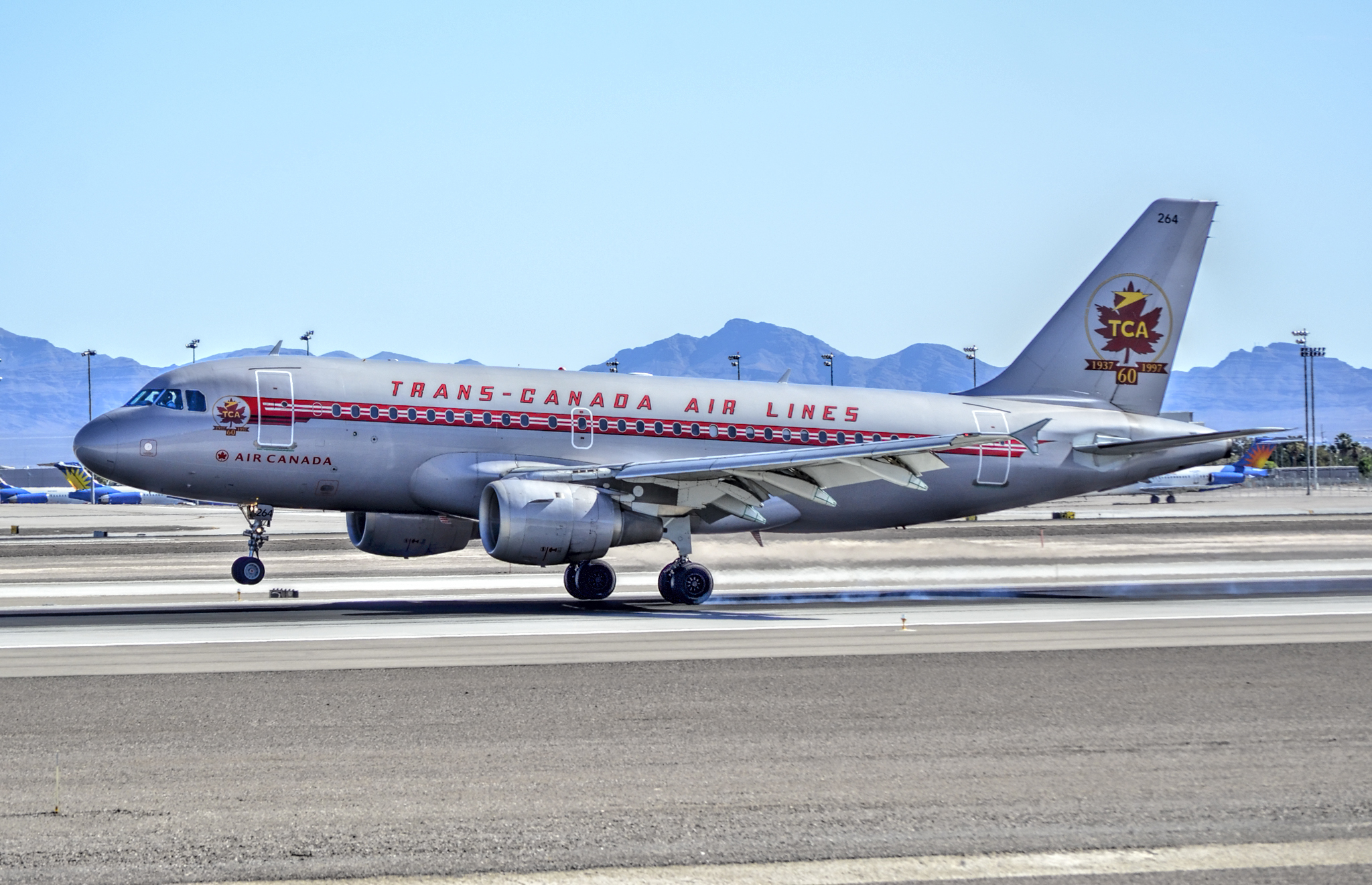
L'Airbus A320-200 C-FZUH nella livrea Trans-Canada Airline.
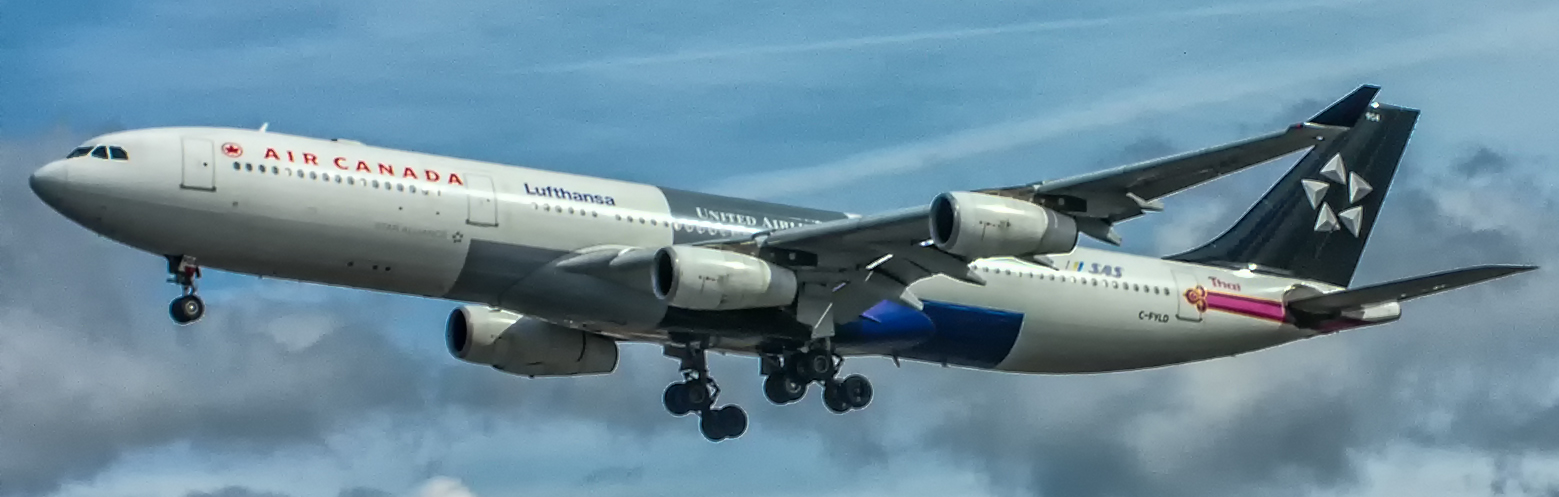
L'Airbus A340-300 C-FYLD nella livrea speciale di Star Alliance.

## Cabina
Air Canada offre tre classi di servizio sui propri aeromobili:

### Economy Class
La classe economica varia a seconda del tipo di aeromobile:
- Sui velivoli di corto raggio, i sedili in economica hanno una larghezza di 7" e sono offerti in una configurazione 2–3. I pasti caldi e le bevande alcoliche non sono inclusi quando si vola a livello nord americano.
- Sui velivoli di medio raggio, i sedili in economica hanno una larghezza di 7" e sono offerti in una configurazione 3–3. I pasti caldi e le bevande alcoliche non sono inclusi quando si vola a livello nord americano.
- Sui velivoli di lungo raggio, i sedili in economica hanno una larghezza di 7" e sono offerti in una configurazione 3–4–3 sul Boeing 777, 3–3–3 sul Boeing 787, 2–4–2 sull'Airbus A330 e 2–3–2 sul Boeing 767. I pasti caldi e le bevande alcoliche sono inclusi quando si vola a livello internazionale.

### Premium Economy Class

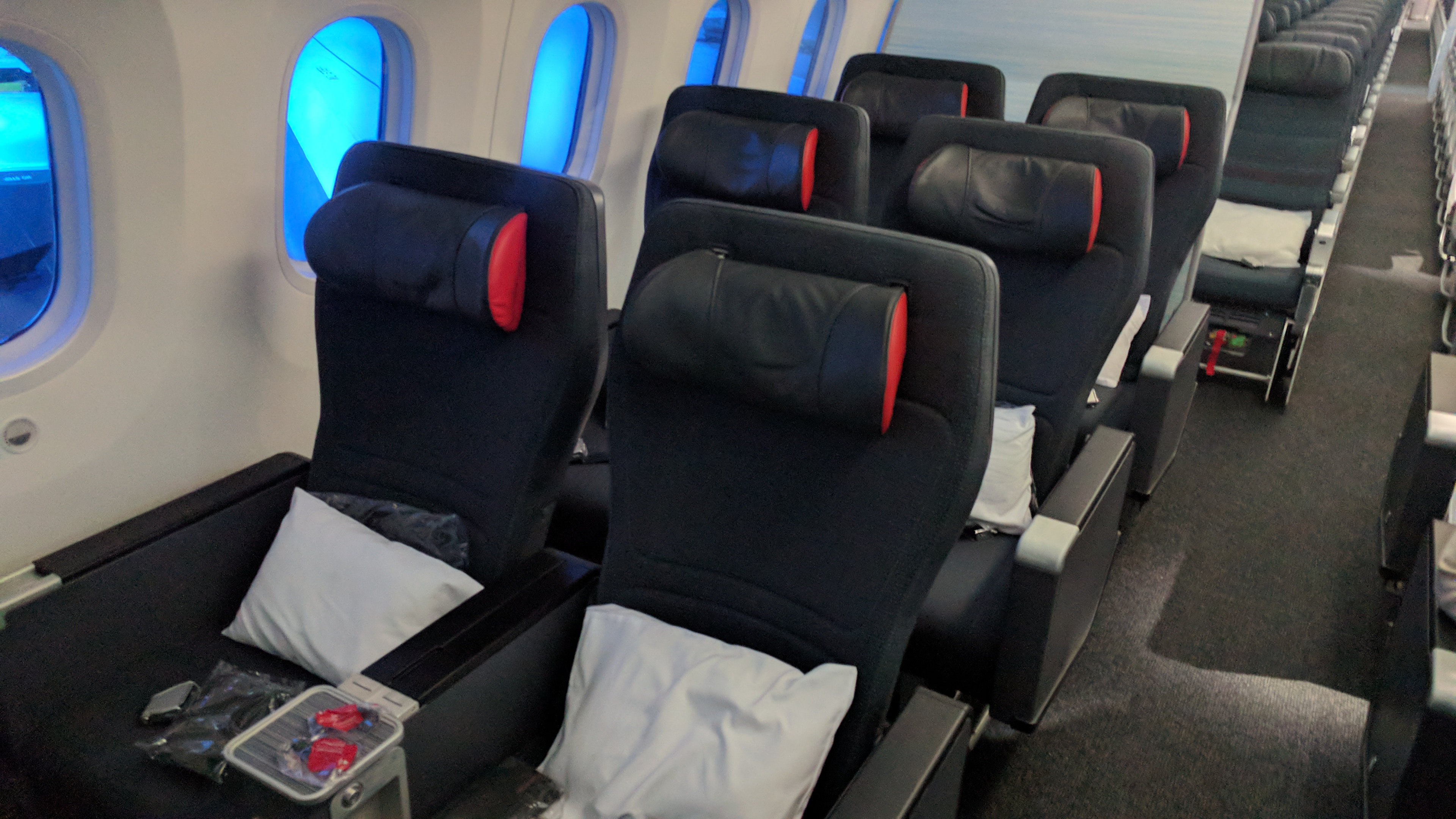
Premium Economy sui Boeing 787

La classe economica premium è disponibile solamente sui velivoli di lungo raggio e varia a seconda del tipo di aeromobile:
- Sui Boeing 777, i sedili una larghezza di 20" e sono offerti in una configurazione 2–4–2. I pasti caldi e le bevande alcoliche sono inclusi.
- Sugli Airbus A330, i sedili hanno una larghezza di 20" e sono offerti in una configurazione 2–3–2. I pasti caldi e le bevande alcoliche sono inclusi.
- Sui Boeing 787, i sedili una larghezza di 20" e sono offerti in una configurazione 2–3–2. I pasti caldi e le bevande alcoliche sono inclusi.

### Business
La classe Business, denominata Signature, varia a seconda del tipo di aeromobile:
- Sui velivoli di medio raggio sono disponibili due classi differenti: Executive Pod e Classic Pod. Tutti gli aeromobili offrono un display (AVOD) touchscreen, cuffie con cancellazione del rumore e musica fornita da XM Satellite Radio.
- Sui Boeing 777 e i Boeing 787 sono disponibili sedili in configurazione 1–2–1 a spina di pesce con una larghezza del sedile di 21" mentre il display touchscreen è di 18".
- Sugli Airbus A330-300 e i Boeing 767-300ER sono disponibili sedili in configurazione 1–1–1 a spina di pesce con una larghezza del sedile di 21" mentre il display touchscreen è di 12".

## Servizi

### Programma fedeltà

Il programma frequent flyer di Air Canada è chiamato Aeroplan ed è valido in ogni volo effettuato con Air Canada, con le compagnie dell'alleanza Star Alliance e con le altre società partner. L'11 maggio 2017, la compagnia aerea ha annunciato l'intenzione di lanciare un nuovo programma di fidelizzazione per sostituire Aeroplan e Altitude entro il 2020. Tuttavia il 10 gennaio 2019, Air Canada ha riacquistato Aeroplan da Groupe Aeroplan Inc.
Il 20 settembre 2012, l'aerolinea ha presentato il suo nuovo programma frequent flyer per viaggiatori denominato "Air Canada Altitude" per integrarlo in Aeroplan. Il programma fedeltà prevede cinque livelli: Basic, Prestige 25K, Elite 35K, Elite 50K, Elite 75K e Super Elite 100K. Questi ultimi tre sono chiamati livelli di abbonamento "Top Tier" e offrono vantaggi di viaggio come upgrade, accesso alla lounge, servizi prioritari (ad es. Check-in, gestione dei bagagli) e bonus quando si accumulano miglia attraverso i viaggi aerei. Altitudine si riferisce ad Altitude Qualifying Miles (AQM), Segmenti (AQS), e Dollari (AQD). I membri Prestige e Altitude Elite 35K ottengono lo status Star Alliance Silver, mentre i membri Elite 50K, Elite 75K e Super Elite 100K ottengono lo status Star Alliance Gold.

### Lounge

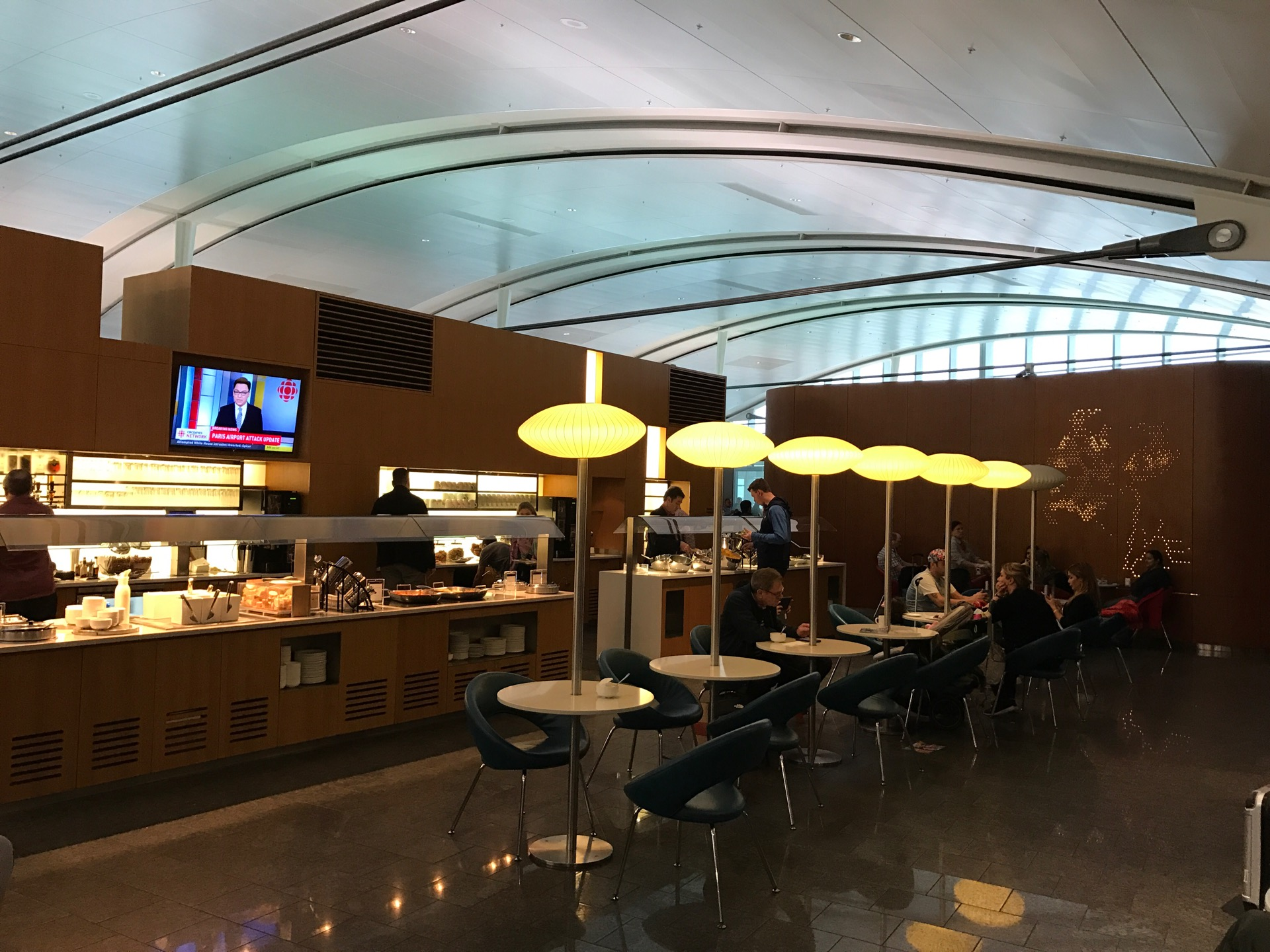
La Maple Leaf Lounge all'aeroporto internazionale di Toronto Pearson.

Air Canada dispone di 23 lounge denominate Maple Leaf Lounges (Lounges Foglia d'Acero), situate in tutti i principali aeroporti del Canada e negli aeroporti internazionali come Londra-Heathrow, Parigi-Charles de Gaulle, Francoforte, Los Angeles, Newark e New York-LaGuardia. Le lounges sono disponibili per i clienti in possesso di un biglietto in Business Class, i soci Star Alliance Gold, gli Air Canada Super Elite, gli Air Canada Elite, gli Air Canada, i membri Maple Leaf Club ed i membri American Express Maple Leaf Club.

## Destinazioni
Al 2025, Air Canada opera voli di linea verso Algeria, Australia, Centro America, Cina, Corea del Sud, EAU, Egitto, Europa, India, Israele, Giappone, Marocco, Nuova Zelanda, Qatar, Stati Uniti, Sud America, Taiwan e Thailandia, oltre a voli verso le destinazioni domestiche.

### Accordi commerciali

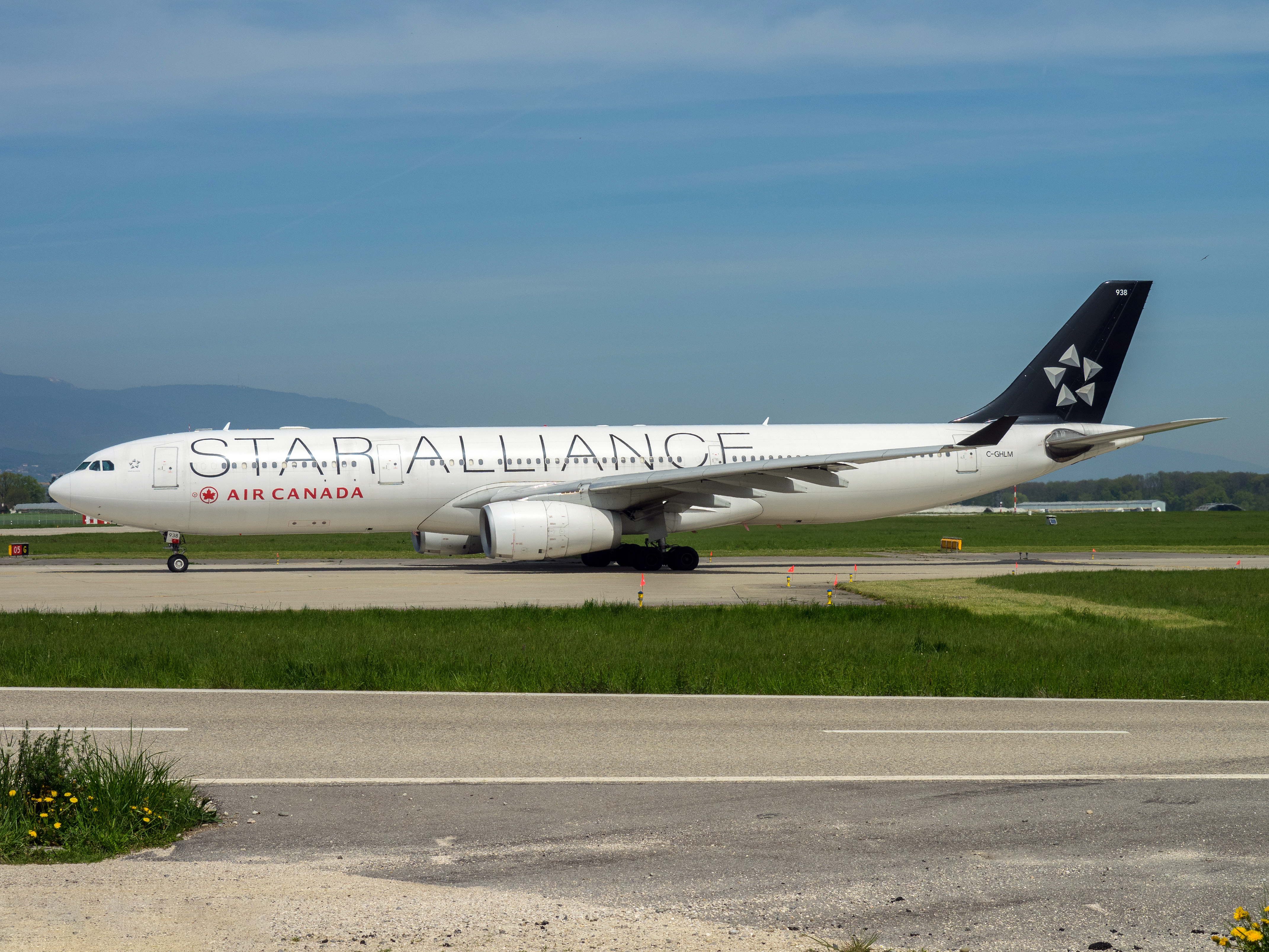
Un Airbus A330-300 di Air Canada in livrea Star Alliance.

Al 2025 Air Canada ha accordi di code-share con le seguenti compagnie:
- Aegean Airlines
- Aer Lingus
- airBaltic
- Air China
- Air Dolomiti
- Air India
- Air New Zealand
- All Nippon Airways
- Asiana Airlines
- Austrian Airlines
- Avianca El Salvador
- Azul Linhas Aereas
- Brussels Airlines
- Cathay Pacific
- Central Mountain Air
- Croatia Airlines
- Discover Airlines
- Edelweiss Air
- Egyptair
- Emirates
- Ethiopian Airlines
- Etihad Airways
- Eurowings
- EVA Air
- Flydubai
- Gol Transportes Aéreos
- ITA Airways[92]
- LOT Polish Airlines
- Lufthansa
- Middle East Airlines
- Singapore Airlines
- SriLankan Airlines
- Swiss International Air Lines
- South African Airways
- TAP Air Portugal
- Thai Airways
- Turkish Airlines
- United Airlines
- Virgin Australia

### Alleanze
Il 14 maggio 1997 Air Canada è entrata a far parte di Star Alliance.

## Flotta

### Flotta attuale

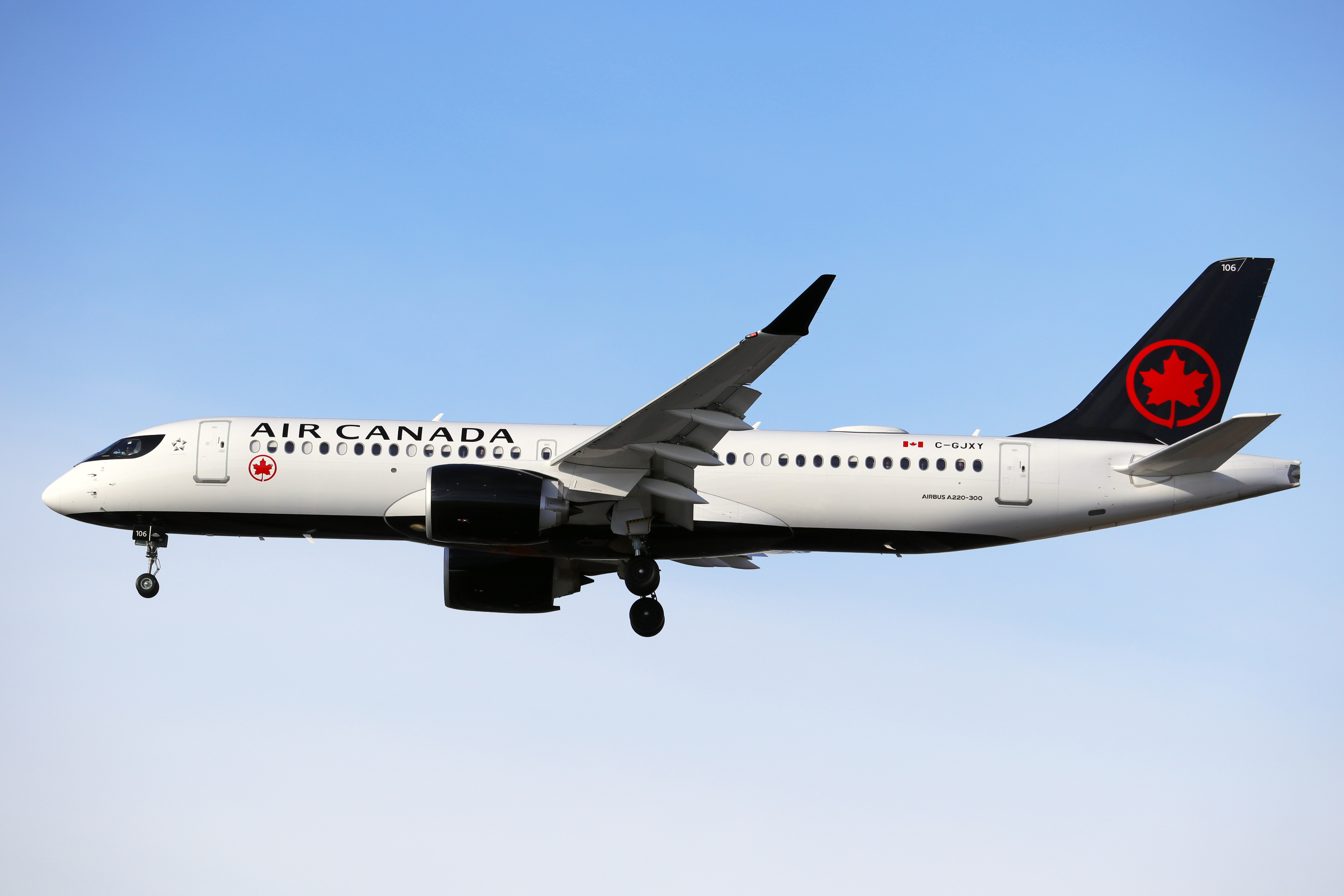
Un Airbus A220-300.

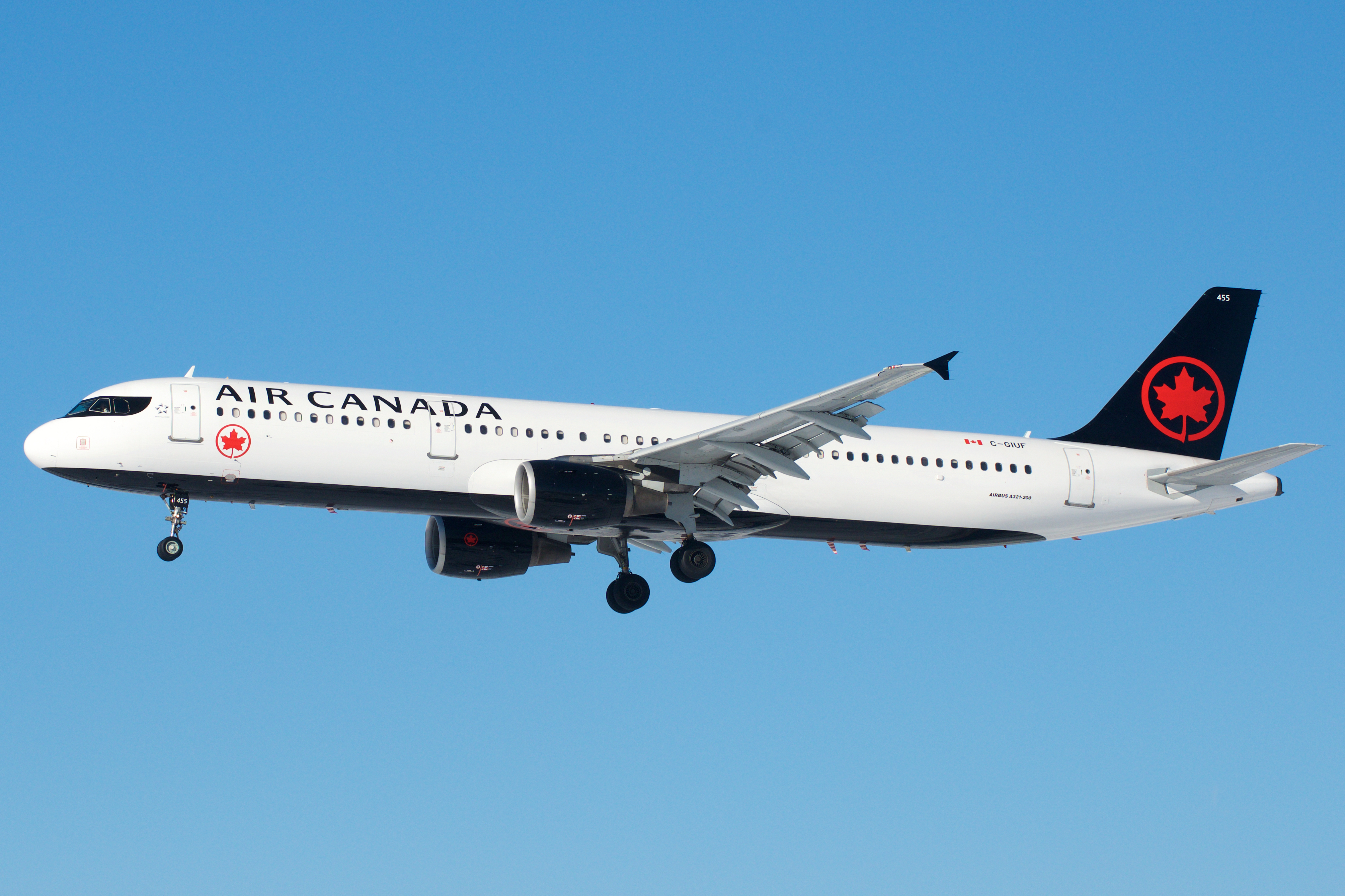
Un Airbus A321-200.

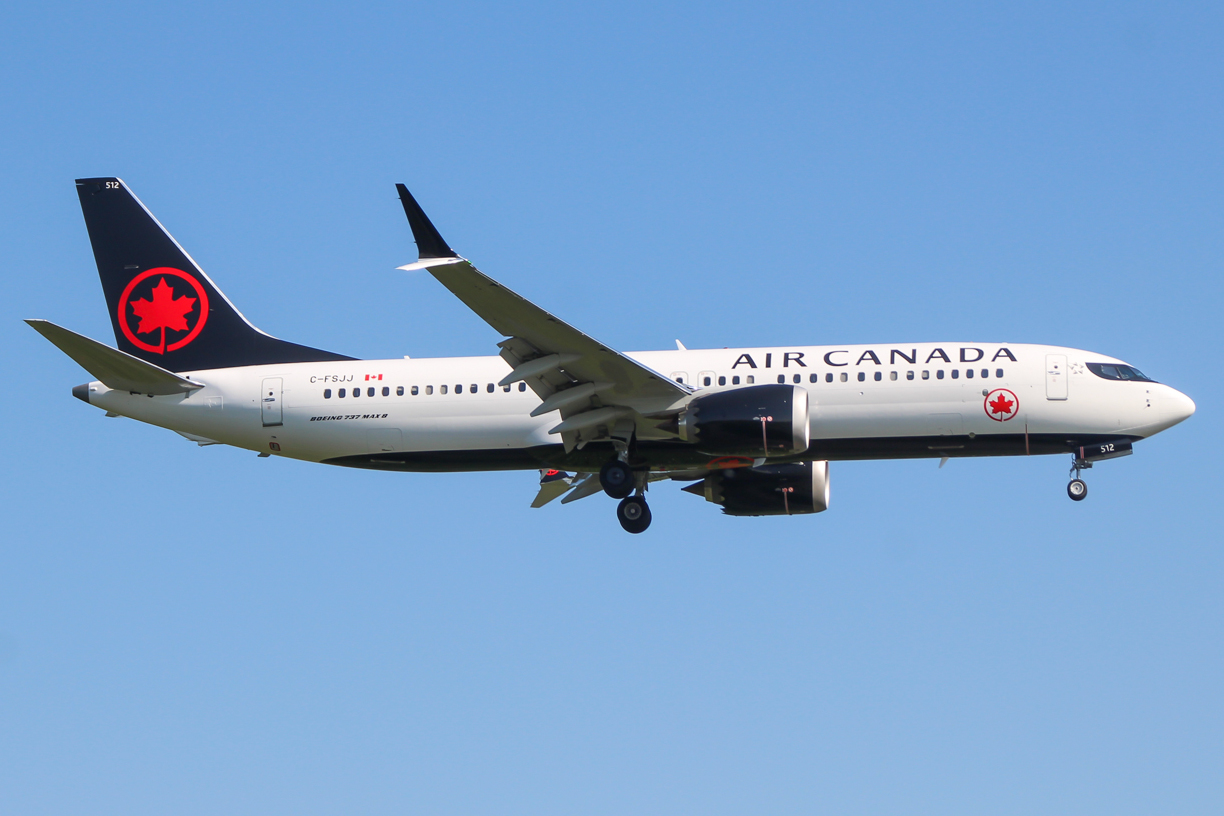
Un Boeing 737 MAX 8.

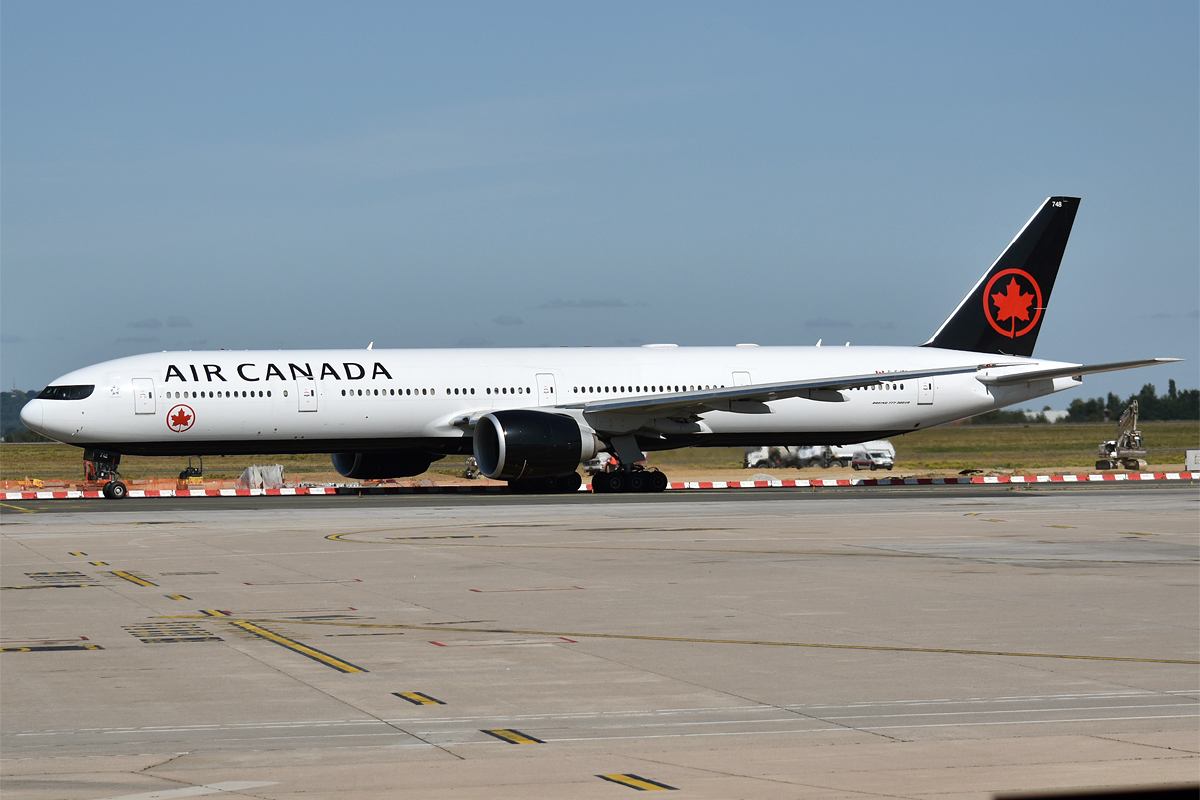
Un Boeing 777-300ER.

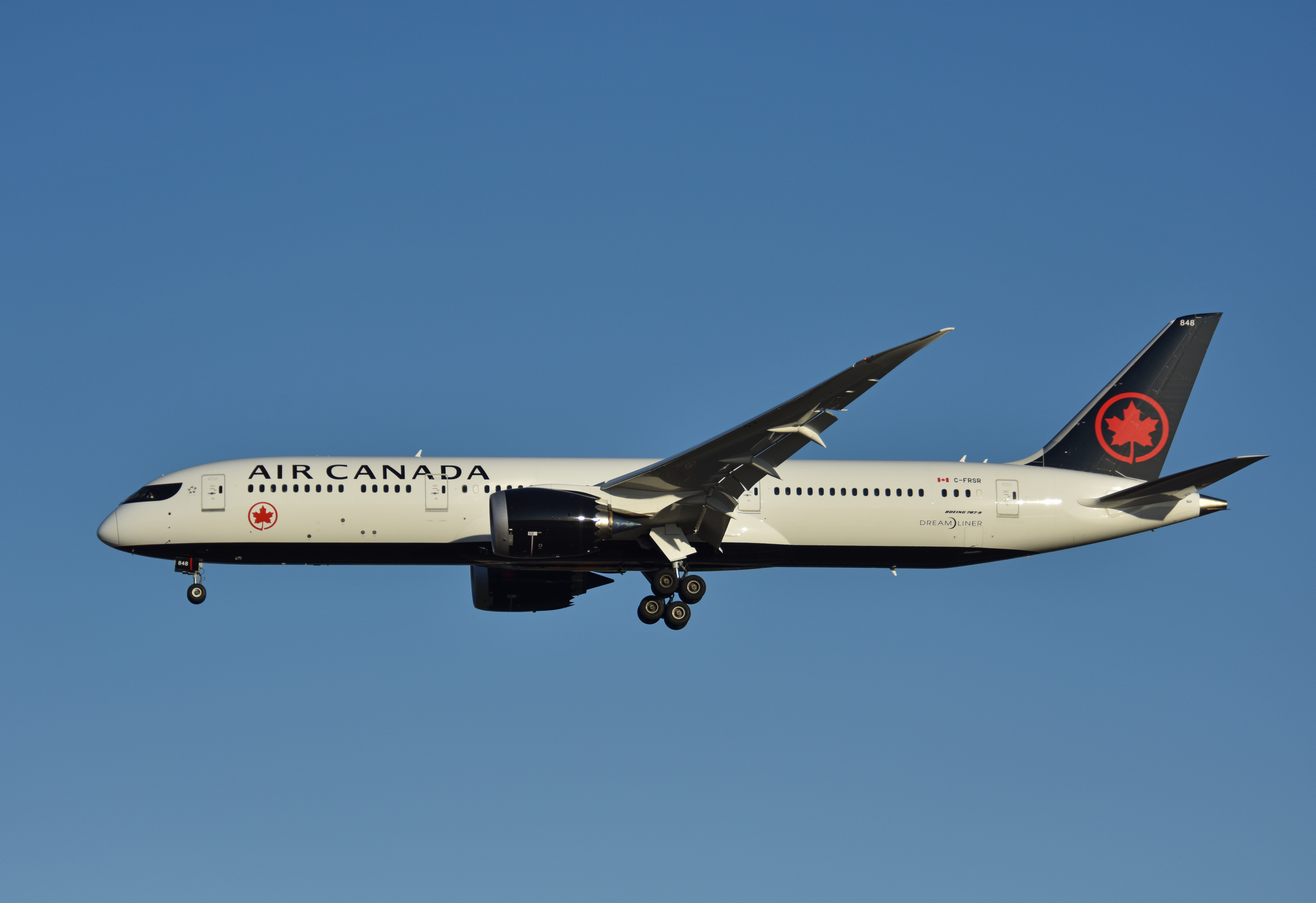
Un Boeing 787-9.

A luglio 2025 la flotta di Air Canada è composta dai seguenti aerei:

### Flotta storica

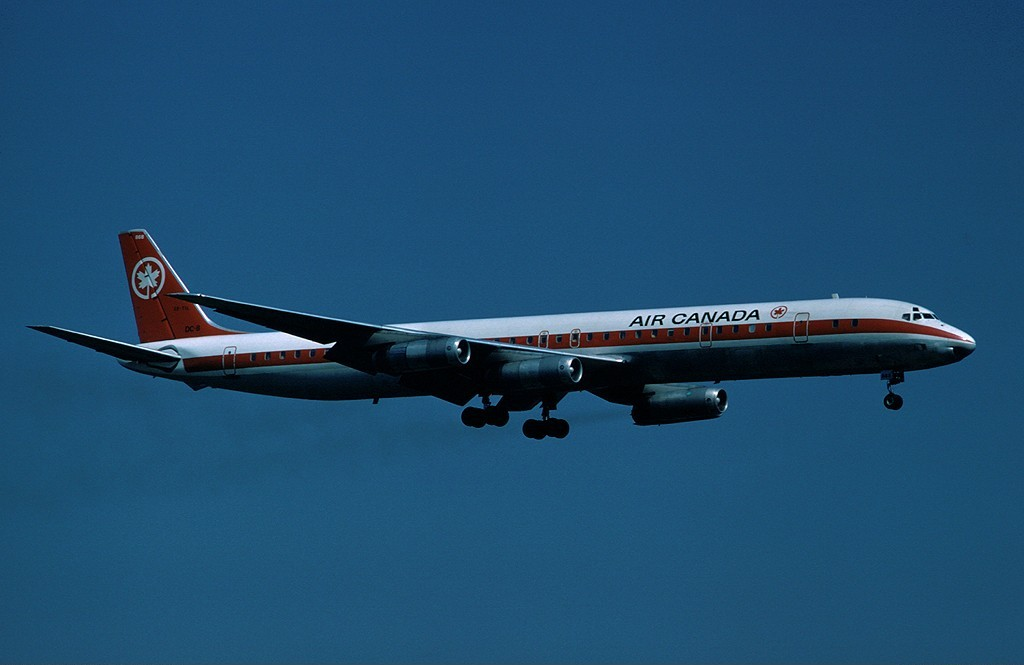
Uno degli ex Douglas DC-8 nel 1978.

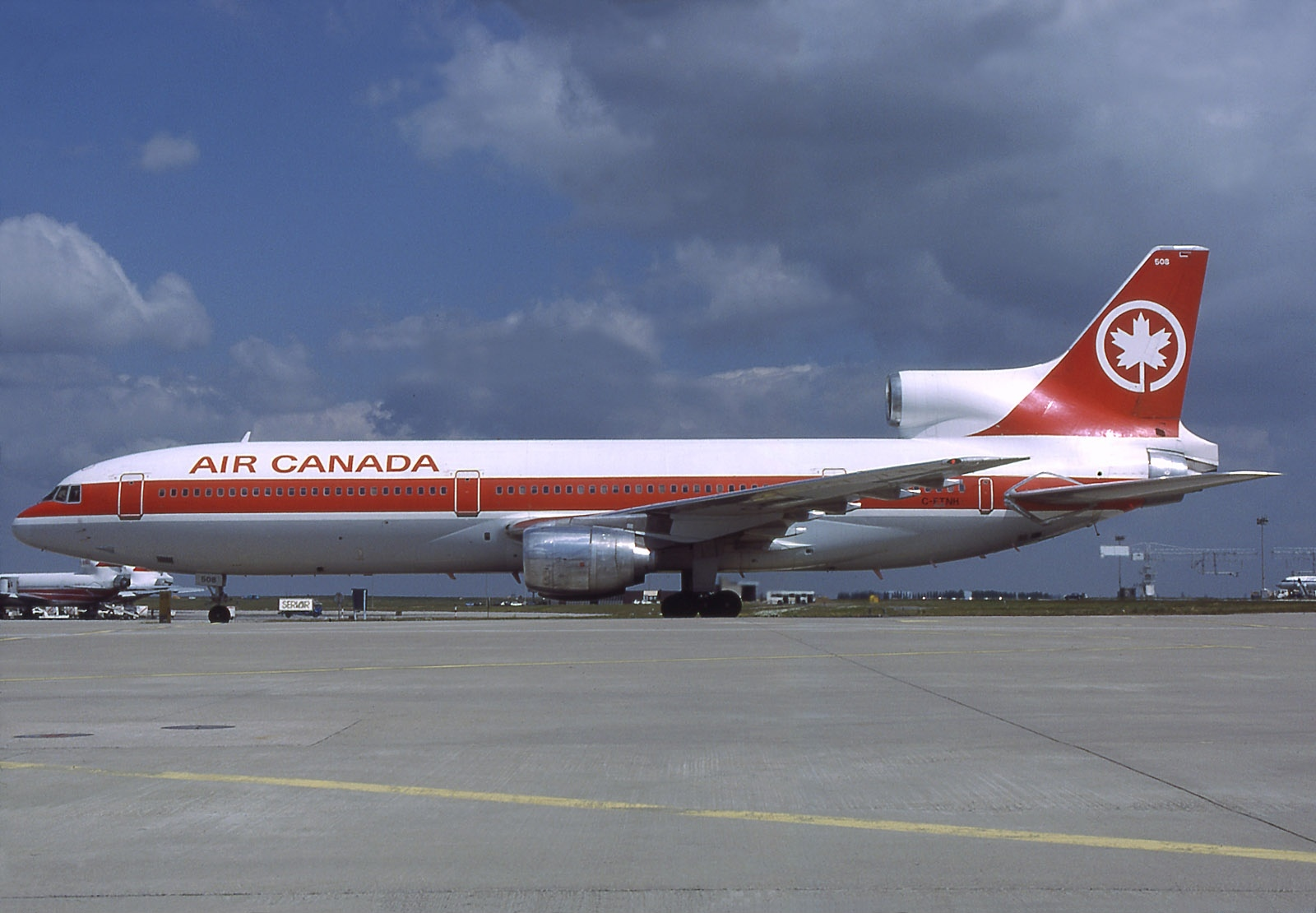
Uno degli ex Lockheed L-1011 TriStar nel 1986.

### Flotta storica[101]

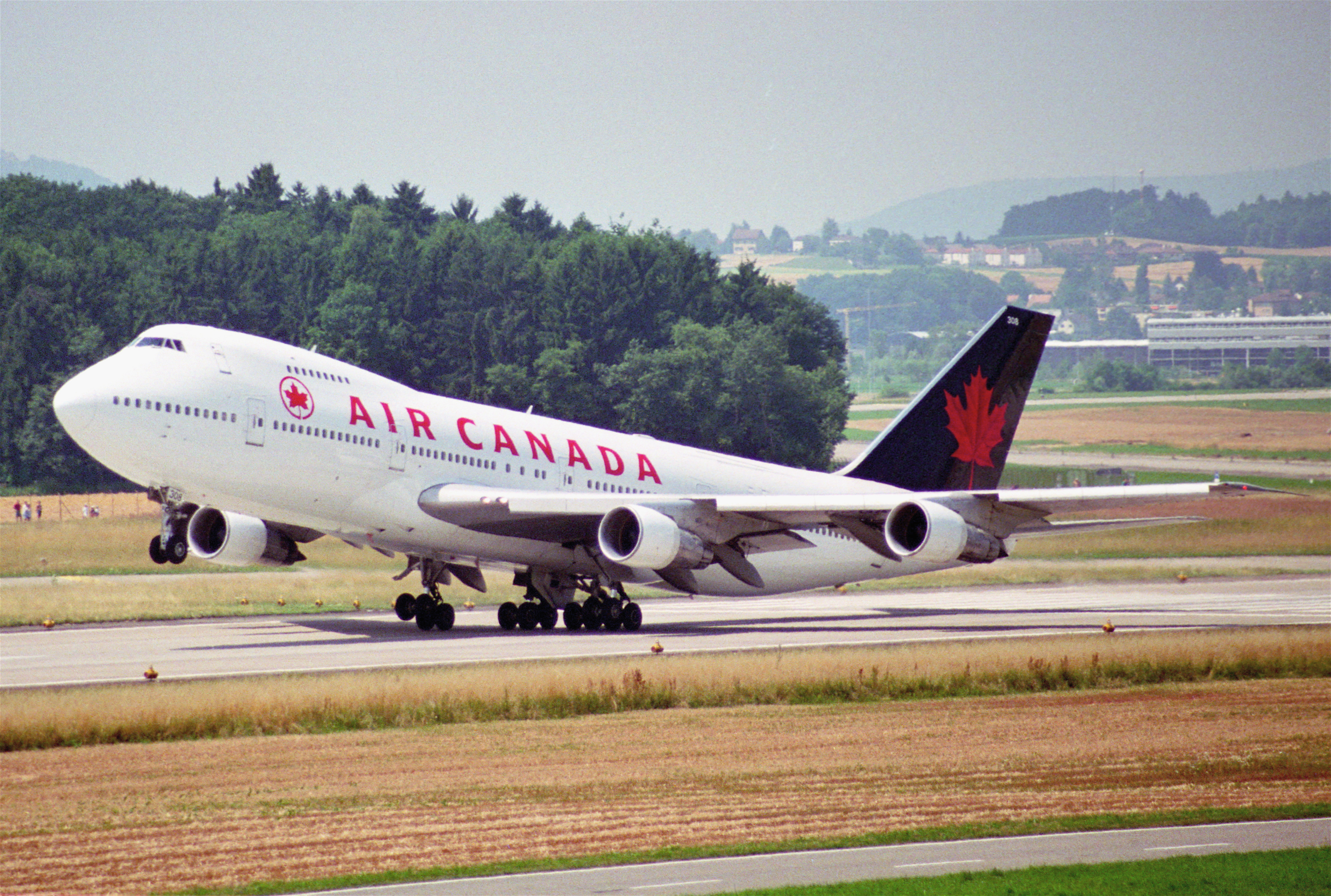
Uno degli ex Boeing 747-200 nel 1996.

Air Canada operava in precedenza con i seguenti aeromobili:

## Incidenti
- Il 13 giugno 1964, un Vickers Viscount operante il volo Air Canada 3277, è stato danneggiato dopo aver perso i motori in fase di atterraggio all'aeroporto di Toronto. Dei 41 passeggeri e 3 membri dell'equipaggio nessuno è rimasto ferito mentre l'aeromobile è ritornato in servizio[103].
- Il 16 maggio 1967, un McDonnell Douglas DC-8-54F, si è schiantato durante un volo di addestramento mentre stava atterrando all'aeroporto di Ottawa. I 3 membri dell'equipaggio sono deceduti mentre l'aeromobile è stato ritirato dal servizio[104].
- L'11 settembre 1968, un Vickers Viscount è stato dirottato da un passeggero cubano. I 18 passeggeri ed i 4 membri dell'equipaggio sono rimasti illesi mentre l'aeromobile è ritornato in servizio[105].
- Il 7 aprile 1969, un Vickers Viscount, è stato danneggiato ad un motore a seguito di un incendio avvenuto dopo essere decollato dall'Aeroporto di Sept-Îles. Dei 17 passeggeri e 4 membri dell'equipaggio, una persona è deceduta mentre l'aeromobile è ritornato in servizio[106].
- Il 1º marzo 1970, un Vickers Viscount operante il volo Air Canada 106, si è schiantato con un Ercoupe 415 mentre era in fase d'atterraggio all'Aeroporto Internazionale di Vancouver. Il pilota dell'Ercoupe 415 è deceduto[107]
- Il 5 luglio 1970, un Douglas DC-8 operante il volo Air Canada 621, si è schiantato mentre era in fase d'atterraggio sulla pista dell'Aeroporto di Toronto a seguito dell'esplosione di due motori su quattro e del distaccamento di un'ala. I 100 passeggeri e 9 membri dell'equipaggio, sono deceduti mentre l'aeromobile è stato ritirato dal servizio[108].
- Il 26 dicembre 1971, un Douglas DC-9 operante il volo Air Canada 932, da Thunder Bay a Toronto è stato dirottato a L'Avana da Patric Dolan Critton. Il dirottatore ha permesso agli 82 passeggeri a bordo di scendere dall'aeromobile prima che il volo fosse trasferito a Cuba[109].
- Il 21 giugno 1973, un Douglas DC-8 operante il volo Air Canada 890, si è incendiato all'Aeroporto di Toronto mentre stava effettuando rifornimento di kerosene. Nessuna persona è deceduta[110].
- Il 26 giugno 1978, un Douglas DC-9 operante il volo Air Canada 189, è uscito dalla pista mentre era in decollo dall'Aeroporto di Toronto a causa di una foratura di uno pneumatico. Dei 102 passeggeri e 5 membri dell'equipaggio, due persone sono decedute mentre l'aeromobile è ritornato in servizio[111].
- Il 17 settembre 1979, un Douglas DC-9 operante il volo Air Canada 680, ha effettuato un atterraggio d'emergenza all'Aeroporto di Boston a seguito della perdita dell'intera sezione del tailcone. L'aeromobile ha subito una decompressione ad un'altitudine di 25.000 piedi, lasciando un grande foro nella fusoliera posteriore. Nessuna persona è deceduta[112].
- Il 2 giugno 1982, un Douglas DC-9, durante una manutenzione ordinaria dell'aereo si è incendiato. Nessuna persona è deceduta[113].
- Il 2 giugno 1983, un Douglas DC-9 operante il volo Air Canada 797, ha effettuato un atterraggio d'emergenza all'Aeroporto di Cincinnati a seguito di un incendio originatosi nella toilet dell'aereo. Dopo essere atterrato ed aver aperto i portelloni, l'ossigeno ha alimentato ulteriormente le fiamme, uccidendo i 23 passeggeri che non avevano ancora lasciato il velivolo[114].
- Il 23 luglio 1983, un Boeing 767-200 operante il volo Air Canada 143, ha effettuato un atterraggio d'emergenza all'aeroporto Gimli Industrial Park a causa dell'esaurimento del combustibile in volo. Nessuna persona è deceduta[115].
- Il 16 dicembre 1997, un Canadair CRJ-100 operante il volo Air Canada 646, ha effettuato un atterraggio all'Aeroporto di Toronto con scarse condizioni di visibilità causandone un incidente contro un albero. Nessuna persona è deceduta[116].
- Il 29 marzo 2015, un Airbus A320-200 operante il volo Air Canada 624, si è schiantato sulla pista dell'Aeroporto di Halifax dopo essere rimasto in attesa del permesso d'atterraggio per 15 minuti a causa delle scarse condizioni meteorologiche. Nessuna persona è deceduta mentre l'aeromobile è stato ritirato dal servizio[117].
- Il 7 luglio 2017, un Airbus A320-200 operante il volo Air Canada 759, stava effettuando un atterraggio all'Aeroporto di San Francisco ed era in procinto d'atterrare, tuttavia ha dovuto riattacare in quanto nella pista vi erano 4 aerei che stavano rullando. Un pilota in pensione ha dichiarato che la confusione che si era creata in quel istante, avrebbe provocato il più grande incidente della storia con 5 aerei ed oltre 1000 persone[118].
- Il 22 ottobre 2017, un Airbus A320-200 operante il volo Air Canada 781, stava effettuando un atterraggio sulla pista 28 dell'Aeroporto di San Francisco ma a causa di alcune incomprensioni con la torre di controllo, l'aeromobile stava per impattare con un Boeing 737 presente sulla pista. Nessuna persona è rimasta ferita in quanto l'aeromobile è atterrato sulla pista[119].